# Rostom (roi de Karthli)
Vous lisez un « article de qualité » labellisé en 2020.
Pour les articles homonymes, voir Rostam (homonymie).
Rostom Khan (né à Ispahan en 1567 et mort à Tiflis le 16 novembre 1658 ; en géorgien : როსტომ ხანი), aussi connu sous les noms de Kaïkhosro Bagration (ქაიხოსრო ბაგრატიონი) ou Khosro-Mirza (ხოსრო-მირზა) est un homme politique et militaire persan et géorgien du XVIIe siècle qui sert comme darugha (préfet) d'Ispahan (1618-1658), qollar-aghassi (commandant) des forces armées séfévides (1629-1632), puis roi de Karthli (1632-1658) et de Kakhétie (1648-1656).
Membre de l'ancienne dynastie géorgienne des Bagrations, il est le fils illégitime du roi David XI de Karthli et passe la plus grande partie de sa vie en Perse. Après une courte tentative de s'impliquer dans la politique géorgienne en 1605, il regagne rapidement la Perse, où il tombe dans la pauvreté pendant plusieurs années avant d'être sauvé par le général géorgien Georges Saakadzé, qui l'introduit auprès de chah Abbas le Grand et fait de lui le membre plus influent de la grande communauté géorgienne de Perse. Nommé préfet de la capitale séfévide en 1618, une position qu'il garde jusqu'à la fin de sa vie, il amasse une grande fortune et devient l'un des plus proches conseillers du chah, jusqu'à la mort de celui-ci en 1629.
Général talentueux, il participe aux campagnes militaires de la Perse en Géorgie (1625) et en Iraq (1630) et devient commandant-en-chef de l'armée séfévide, une position qui l'aide à porter sur le trône le chah Séfi Ier en 1629 et à évincer et à liquider la famille Oundiladzé, l'un des plus puissants clans de la Perse. Devenu Rostom Khan, il est nommé vali du Gourdjistan en 1632 par le gouvernement séfévide et est envoyé avec une grande armée pour envahir la Karthli, chassant le roi rebelle Teïmouraz et le remplaçant comme roi de Karthli.
Durant son règne, Rostom se fait remarquer par une politique de tolérance entre sa propre religion musulmane et la puissante influence de l'Église orthodoxe géorgienne. Parvenu au pouvoir après des décennies de guerres, il organise un vaste programme de reconstruction national, notamment en reconstruisant la capitale Tiflis et Gori et en promouvant la classe marchande du royaume. Il réorganise le gouvernement géorgien conformément aux coutumes séfévides et reçoit un important soutien financier et militaire d'Ispahan. C'est exactement cette politique pro-persane qui mène à de nombreuses tentatives d'assassinat et révoltes nobiliaires, notamment lors du complot de 1642 qui se solde par une victoire du roi et l'exécution du catholicos Eudème. En 1648, il défait une dernière fois le roi Teïmouraz et envahit la Kakhétie, l'annexant à ses domaines.
Sa diplomatie tortueuse qui l'amène à entretenir des relations secrètes avec la Russie dans les années 1650 et à conclure une alliance militaire avec la Mingrélie vers 1635, lui permet de combiner l'influence islamique et une renaissance chrétienne, fait de Rostom l'un des personnages les plus intéressants de l'histoire de la Géorgie. Il meurt à l'âge avancé de 91 ans en 1658 et a pour successeur son fils adoptif Vakhtang V, qui fonde la dynastie des Bagrations de Moukhran.

## Biographie

### Premières années

#### Jeunesse

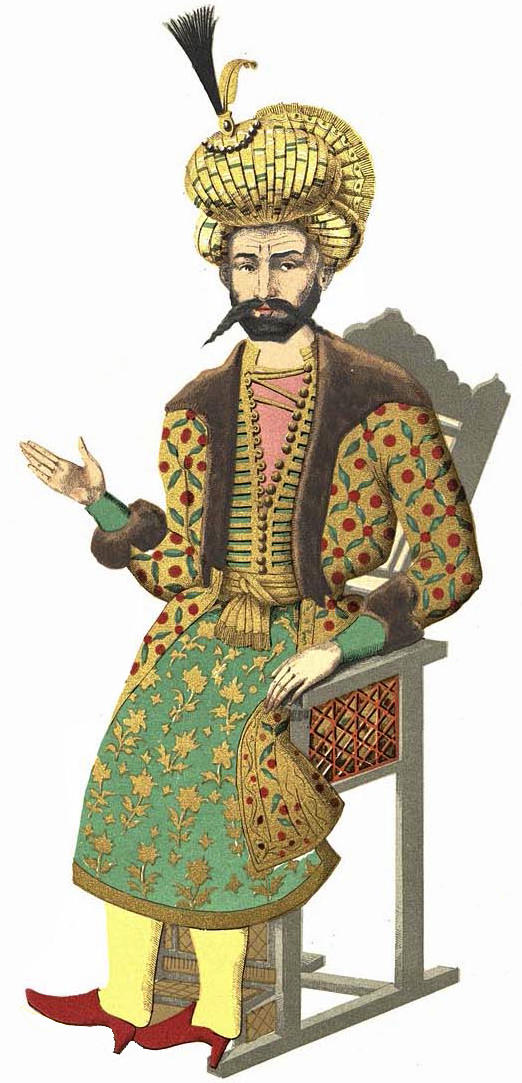
Représentation de son père David XI.

Kaïkhosro Bagration naît en 1567 à Ispahan, la capitale impériale de la Perse. Il est le fils illégitime du monarque Daoud Khan (David XI), qui gouverne au moins partiellement le royaume de Karthli au nom de la Perse depuis 1562, et d'une concubine inconnue, une paysanne originaire du village de Chindissi et travaillant à la cour royale comme servante. Daoud Khan n'obtient le plein pouvoir qu'en 1569, après avoir vaincu les forces anti-persanes de Géorgie, et il passe une grande partie de son temps avant son ascension auprès de la cour du chah Tahmasp Ier. C'est durant une de ces visites que Kaïkhosro est né et est élevé dans la foi islamique.
Il est élevé à la cour royale de son père en Géorgie, mais quand celui-ci trahit la Perse lors de la Guerre ottomano-persane de 1578-1590, Daoud Khan se réfugie à Constantinople, tandis que ses enfants, Kaïkhosro et Bagrat, sont enlevés par les Perses en 1579 pour devenir de jeunes esclaves à la cour de Mohammad Khodabandeh, où Kaïkhosro devient Khosro-Mirza et passe son enfance auprès de sa mère.
Malgré le fait qu'il ait été éduqué en Perse, Khosro-Mirza est considéré comme un patriote car il parle couramment le géorgien et se passionne pour l'histoire de son pays. Dès son jeune âge, il rêve de devenir un jour roi de Géorgie. Le début de sa carrière est obscur, mais il maintient certains liens avec sa dynastie des Bagrations. Au début du XVIIe siècle, il se retrouve aux côtés d'Alexandre II de Kakhétie quand celui-ci regagne son trône après s'être réconcilié avec la Perse en 1602. Lors des négociations de ce dernier avec la Russie au sujet d'un protectorat russe sur la Géorgie, Khosro-Mirza est proposé comme potentiel futur époux à la princesse Xenia Borissovna Godounova, fille du tsar Boris Godounov.
Quand en 1605, Alexandre II rompt ses relations avec la Perse, Khosro-Mirza est expulsé et doit retourner en Perse, par un acte réprouvé par le roi Georges X de Karthli et Moscou. Constantin Ier de Kakhétie, assassine son père le 12 mars 1605 et prend le pouvoir à sa place ; il sollicite le retour de Khosro-Mirza pour la princesse Xenia, garantissant une alliance entre la Russie et la Perse séfévide, mais l'ambassade russe refuse, décrivant le jeune prince comme « laid ».

#### Pauvreté et richesse
De retour en Perse, Khosro Mirza sombre dans la pauvreté. Selon certaines sources, il devient mendiant à Ispahan et exerce de nombreux petits métiers pour survivre. Cette condition de pauvreté constitue par la suite une des sources de sa popularité comme roi auprès des classes paysannes du pays.
La vie de Khosro-Mirza change radicalement en 1612, quand Georges Saakadzé, un général important qui mène la lutte des Géorgiens contre les Ottomans, prend refuge en Perse et rencontre la large communauté géorgienne de la capitale persane. Lors d'un banquet donné en son honneur, Saakadzé repère le pauvre Khosro-Mirza parmi les Géorgiens présents et l'invite à s'asseoir près de lui, entamant une proche amitié entre les deux hommes. L'influence de Saakadzé extirpe Khosro-Mirza de sa situation car le général le traite comme un prince royal. 
Marie-Félicité Brosset voit dans cet épisode une tentative par Saakadzé d'opposer un rival au roi Louarsab II de Karthli, faisant de lui un prétendant au trône, mais cela ne change pas le fait que Khosro devient l'héritier légitime au trône géorgien pour de nombreux influents du royaume de Karthli. Le futur roi Rostom aura pour le reste de sa vie un respect profond envers Georges Saakadzé et son patriotisme, bien que les deux deviennent ennemis dans les années 1620.
Le nouveau statut de Khosro-Mirza le mène à impressionner le chah Abbas Ier le Grand, qui commence alors à prendre intérêt au  prince géorgien. Bientôt, Khosro-Mirza part vivre à la cour impériale où il est entraîné dans les coutumes du palais par des eunuques, tout en recevant les honneurs attribués à la famille impériale. En quelque temps, Khosro-Mirza acquiert l'influence la plus puissante sur la grande communauté géorgienne de Perse.

### Dans les cercles séfévides

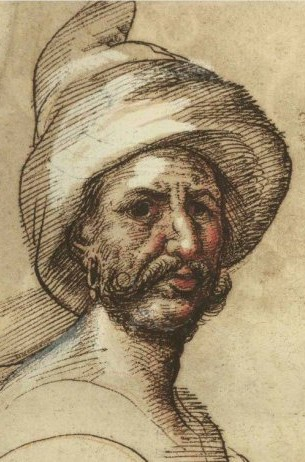
Georges Saakadzé.

Mouhhibb Ali Bek, l'un des officiels les plus influents de la cour du chah Abbas Ier et superviseur des esclaves impériaux, entreprend l'éducation de Khosro-Mirza aux alentours de 1615, quand celui-ci a déjà près de 50 ans. En 1618, il est nommé, sous la protection de Georges Saakadzé, darougha (ou préfet) de la capitale séfévide, Ispahan, une position qu'il garde officiellement jusqu'à sa mort, y compris durant sa tenure en tant que roi de Karthli. Cette position agrandit non seulement son influence auprès de la cour impériale, notamment en le rapprochant du jeune Sam Mirza, petit-fils du chah, mais aussi son pouvoir sur la politique interne perse.
Khosro-Mirza préserve la position de darougha jusqu'en 1658, mais les affaires de la capitale sont gérées par des vicaires à partir de son accession au trône géorgien dans les années 1630. Aux alentours de 1625, quand il est en campagne pour soumettre les rebelles géorgiens, Mir Qassim Beg est nommé pour le remplacer, solidifiant le pouvoir géorgien au sein de l'Empire séfévide. En 1656, ce vicaire est destitué par le gouvernement impérial à la suite d'intrigues du palais opposant le vizir Mohammed Beg aux Géorgiens. À sa place, Khosro-Mirza nomme son proche conseiller Pharsadan Gorguidjanidzé, qui est non seulement géorgien, mais aussi chrétien avant sa conversion par requête impériale, mais celui-ci est bientôt limogé à son tour. Peu de temps avant sa mort, Khosro-Mirza nomme un certain Badadeh Beg, probablement aussi d'origine géorgienne, comme son représentant à Ispahan. En tant que roi de Karthli, Khosro-Mirza continue à administrer les affaires de la capitale via son conseiller Hamza Beg, un cousin du vicaire Mir Qassim Beg, qui travaille depuis le palais royal de Tiflis.
L'administration de Khosro-Mirza marque le transfert du vrai pouvoir sur les affaires d'État de l'armée d'élite qizilbash à la grande classe d'esclaves géorgiens. Il est largement aidé dans cette entreprise par Rostom Khan Saakadzé, un autre homme d'État d'origine géorgienne qui devient commandant en chef des forces armées du chah Abbas en 1623. En quelques années, le système juridique de la Perse tombe entièrement dans les mains des Géorgiens, ce qui est confirmé par la nomination de ce Rostom Khan Saakadzé comme divan-beïgui (ou juge impérial principal). Toutefois, ce changement radical du pouvoir central est le sujet de nombreuses plaintes de la part de la classe militaire des Qizilbash et des bureaucrates tadjiks, obligeant Khosro-Mirza à devenir un riche mécène et de soutenir la construction de nouveaux ponts, routes, temples religieux et caravansérails à travers la Perse afin d'atténuer les critiques.

Une conversation hostile entre Khosro-Mirza et Madjlissi, un imam d'Ispahan, démontre ainsi les sentiments entre les locaux et la nouvelle administration géorgienne : 
« Madjlissi : Pendant que vous êtes occupé à établir l'ordre au milieu des troupes ou lorsque la trompette et les tambours sonnent pour annoncer le lancement de la bataille, ressentez-vous une telle grandeur et une telle autorité au point de sortir de l'obéissance à Dieu ?

Khosro Mirza : Il est étrange pour vous de penser que ce genre de grandes illusions puisse envahir quelqu'un à de tels moments et plutôt que pendant qu’il prie ou récite l'appel à la prière. »
Khosro-Mirza opère néanmoins sous la protection du puissant chah Abbas, qui commence à le considérer comme un futur roi de Géorgie. Devenu riche en peu de temps, il lui est offert le contrôle privé de la région du Guilan, qui lui rapporte un salaire annuel de 300 tomans jusqu'à la fin de sa vie. Des années plus tard, quand Khosro-Mirza est déjà devenu Rostom Khan de Karthli, les nombreuses missions diplomatiques venant de Géorgie vers la Perse administrent régulièrement les territoires du Guilan, dont la ville importante de Lahidjan, au nom du roi.

### En campagne contre la Géorgie

Monument commémorant la Bataille de Marabda.

À la suite d'une défaite humiliante des forces séfévides le 25 mars 1625 lors de la Bataille de Martqophi et la capture de Tiflis par le chrétien Teïmouraz Ier de Kakhétie, Khosro-Mirza est l'un des trois généraux, avec Isa Khan Safavi et Rostom Khan Saakadzé, envoyé par le chah Abbas Ier pour vaincre la rébellion des Géorgiens. En juin 1625, une force de 60 000 Perses débarque en Géorgie, renforcée par les gouverneurs du Chirvan et d'Erevan et armée de l'artillerie anglaise fournie à la Perse.
Tandis que les Perses campent à Marabda, au sud-est de Tiflis et dans la vallée d'Algueti, les Géorgiens de Teïmouraz et de son allié Georges Saakadzé sont dans la Gorge de Kodjori, où un conseil royal n'arrive pas à trouver une stratégie commune : Teïmouraz veut attaquer les Perses directement, tandis que Saakadzé préfère les attendre dans la Gorge et les affronter dans un environnement plus favorable aux Géorgiens. Le 30 juin, Teïmouraz ordonne une attaque sur les Perses et malgré la mort de 14 000 Perses sur le champ de bataille, ceux-ci sortent victorieux grâce à un débarquement de troupes du Chirvan à la dernière minute. Khosro-Mirza commande le flanc droit des forces d'invasion. Après la Bataille de Marabda, Khosro-Mirza et Isa Khan Safavi restaurent Semaïoun Khan (Simon II) comme roi à Tiflis, mais celui-ci ne contrôle que la capitale et les provinces arméniennes protégées par l'armée persane.
À la suite de l'épisode de Marabda, les rebelles de Georges Saakadzé prennent en otage Abd-ol-Ghaffar Amilakhvari, un prince géorgien musulman qui soutient la cause de la Perse, et son épouse. Khosro-Mirza est chargé d'une mission de sauvetage par Isa Khan Safavi et négocie un passage vers le nord de la Karthli via les rives de l'Aragvi dans les domaines du duc Zourab d'Aragvi, en donnant sa garantie que ses troupes ne ravageraient pas les villages géorgiens. Près du village de Tsitsamouri, au nord de Mtskheta, les rebelles de Saakadzé attaquent Khosro-Mirza, qui sort néanmoins victorieux d'une bataille rapide et sanglante, à la suite de laquelle il s'établit temporairement à Moukhran. Du Moukhran, Khosro-Mirza part vers Doucheti, traverse le Mtiouleti et atteint les montagnes du Khevi, qui forment la frontière naturelle entre la Géorgie et la Ciscaucasie. C'est dans la forteresse d'Archi que Khosro et ses troupes libèrent le couple prisonnier et repartent vers le sud.
Après que les Perses ont traversé la forteresse de Lomissa, le duc Jessé Ier de Ksani et Georges Sidamoni bloquent la route de Khosro-Mirza, autorisant une armée de 12 000 Géorgiens, menés par Georges Saakadzé, à lancer une attaque sanglante sur les Perses. Durant la Bataille de Ksani, Banda Khan, gouverneur de l'Azerbaïdjan, est tué, tandis que le khan de Qazax et trois généraux séfévides sont capturés, mais Khosro-Mirza est épargné et défend Amilakhvari personnellement. L'historien moderne Roïn Metreveli lie la survie de Khosro-Mirza à son ancienne amitié avec Saakadzé, son protecteur en Perse moins de dix ans auparavant.

### Faiseur de rois

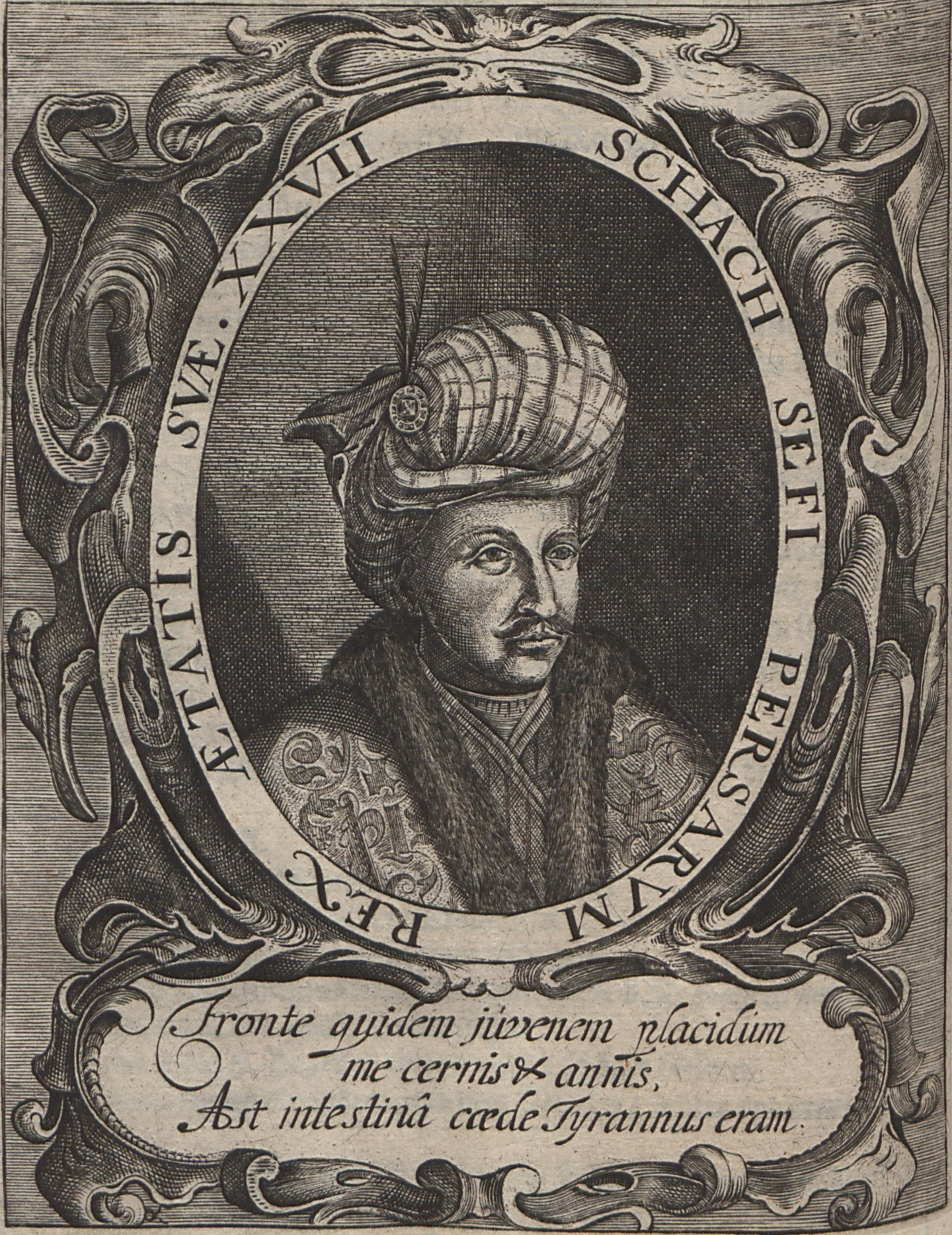
Chah Séfi.

De retour en Perse, Khosro-Mirza assiste aux derniers jours du chah Abbas et devient, sous ses ordres, le mentor de son petit-fils Sam Mirza. En janvier 1629, Abbas le nomme depuis son lit de mort qollar-aghassi (chef de la garde impériale) et change son nom pour celui de Rostom Khan, en hommage au héros du Livre des rois dont le nom est symbole de courage et d'héroïsme. Il lui est également offert une province et est chargé d'assurer la succession d'Abbas par son petit-fils.
Le 19 janvier 1629, Abbas Ier le Grand meurt dans le Mazandéran, d'où sa tante Zeïnam Begoum et le gouverneur local Zaïnal Khan Shamlu envoient une lettre à la cour impériale ordonnant à Mouhhib Ali Bek de mettre tous les princes royaux sous surveillance et d'empêcher toute tentative de s'emparer du trône avant leur arrivée. Parallèlement, le puissant clan géorgien musulman des Oundiladzé mobilise ses forces et encourage un des fils d'Abbas à se proclamer chah. À Ispahan, Mouhhibb, qui favorise une succession patrilinéaire au trône par tradition chi'ite, rejoint la cause de Rostom et l'avertit de l'arrivée de troupes venant du Mazandéran,, menant Rostom à fermer les portes de la capitale, mobiliser les troupes géorgiennes et augmenter la présence de la garde impériale sur le palais et la trésorerie. 
Le 28 janvier, Rostom proclame Sam Mirza chah sous le nom de Séfi Ier et envoie une directive à tous les gouverneurs séfévides de se rendre à Ispahan pour prêter leur allégeance au nouveau chah de 18 ans. Ce succès solidifie les proches liens entre Rostom et son protégé, qui le nomme depuis son « père »,. Devenu le « faiseur de rois » de l'empire perse,, son influence et sa richesse ne font que grandir et il devient le premier conseiller de Chah Séfi, qui est souvent plus préoccupé par les plaisirs de la cour que par les affaires d'État,. L'ascension de Chah Séfi commence des pourparlers au sein de la cour sur un plan pour placer Rostom sur le trône géorgien, un plan largement opposé par les Oundiladzé mais utilisé par le rebelle Georges Saakadzé : celui-ci propose un plan de paix entre la Turquie ottomane et la Perse séfévide en unifiant la Géorgie sous le sceptre de Rostom Khan. Ce plan est toutefois rejeté par Constantinople et le Grand Vizir ottoman Gazi Hüsrev Pacha utilise ce projet pour accuser Saakadzé de trahir les intérêts turcs et le faire exécuter à Alep le 3 octobre 1629.
L'ascension de Chah Séfi se déroule durant la guerre ottomano-persane de 1623-1639 et Rostom se distingue en déroutant les troupes de l'Ottoman Gazi Hüsrev Pacha à Hamadan en été 1630. En novembre, les troupes de Rostom sauvent Bagdad d'un siège brutal, avant de retourner à Ispahan. En 1632, il solidifie une nouvelle fois son pouvoir en soutenant Dilaram Khanoum, la mère géorgienne du chah, dans une série d'intrigues qui finit en un massacre au harem et Dilaram Khanoum devenant la matriarche de l'empire.
D'un autre côté, les tensions ne font qu'augmenter entre Rostom et les Oundiladzé. Ces tensions se révèlent publiquement lors d'un banquet royal durant lequel le chah expulse Daoud Khan Oundiladzé, gouverneur de Gandja et du Karabakh, par respect pour Rostom. Tandis que la loyauté des Géorgiens musulmans est divisée lors des premiers mois du règne de Chah Séfi entre Rostom et les Oundiladzé, le chah, qui s'oppose à la vaste richesse du clan, limoge Daoud Khan du majlis en 1630. La même année, en Géorgie, Teïmouraz de Kakhétie organise un coup d'État à Tiflis et engage Zourab d'Aragvi pour assassiner Semaïoun Khan, avant d'exécuter Zourab lui-même et d'envoyer sa tête à Rostom en gage de serment d'allégeance, mais il commence à s'allier aux Oundiladzé.
En 1632, la famille d'Imam Qouli Khan Oundiladzé est exécutée. Le clan perd tous ses pouvoirs en Perse. Rostom Khan persuade le chah de le charger alors d'une expédition contre la Géorgie pour faire de lui le nouveau roi de Kakhétie.

### Conquête de la Karthli

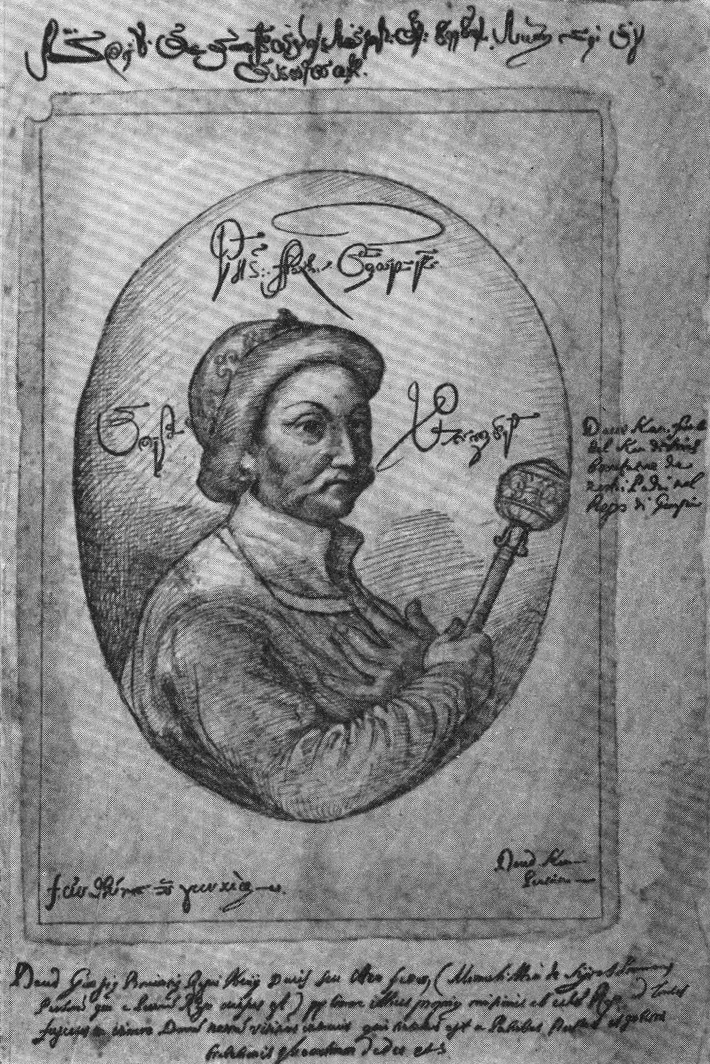
Daoud Khan Oundiladzé.

Teïmouraz de Kakhétie et Daoud Khan Oundiladzé forment une alliance ambitieuse contre Ispahan. Ensemble, ils ravagent Barda et le Karabakh, tandis que Daoud Khan jure allégeance au roi géorgien, qui lui attribue des domaines sur l'Iori. Le but de cette révolte de 1632 est de placer sur le trône persan un oncle de Safi Ier, mais ce dernier répond immédiatement en envoyant une large armée en 1632 pour envahir la Géorgie orientale, menée par Rostom Khan Bagration, Rostom Khan Saakadzé et Selim Khan. Avant son départ, Rostom Khan Bagration est proclamé vali du Gourdjistan, faisant de lui le gouverneur de jure de la Karthli. À Barda, Teïmouraz et Daoud Khan attendent une force de 40 000 Arméniens du catholicos Moïse III de Tatev, mais la mort soudaine de celui-ci le 14 mai met fin au projet d'une force caucasienne unifiée contre la Perse. Craignant l'invasion, Daoud Khan Oundiladzé abandonne Teïmouraz et prend refuge auprès de l'empire ottoman.
Dans sa suite, Rostom est accompagné de nombreux puissants Géorgiens de Perse, dont les nobles Roïn Pavnelichvili, Tourman-Beg Tourmanidzé, Teïmouraz Tchkheïdzé, Hassan-Beg Baratachvili et David Tvaldamtsvrichvili, qui deviendront chacun des officiels à la cour royale dans les années qui suivent. Otia Andronicachvili, un autre allié de Rostom, est envoyé comme émissaire en automne 1632 pour avertir la noblesse géorgienne de l'arrivée de l'armée persane, mais est arrêté et emprisonné au palais royal de Dighomi, au nord de Tiflis. Une fois arrivé à Khounan, à la frontière entre le Caucase et l'empire séfévide, Rostom reçoit l'allégeance du prince Vakhtang II de Moukhran, puis de la famille des Baratachvili. En réponse, Teïmouraz rassemble ses troupes à Saphourtslé, au sud de Tiflis, et emprisonne les femmes de la famille Baratachvili, menaçant de les torturer avant de les libérer sur les demandes de son épouse. 
Arrivé dans le Karabakh, Rostom traverse la frontière géorgienne en février 1633,. Teïmouraz voit son soutien disparaitre rapidement et la majorité de la noblesse reste neutre avant l'invasion, sauf Iotam Amilakhvari, un déterminé anti-persan. Le roi quitte son palais de Dighomi et se fortifie à Gori, où il réclame aux missionnaires théatins de la ville 13 000 piastres pour acheter de nouvelles armes, une requête refusée par les catholiques. Teïmouraz se retrouve isolé : David d'Aragvi l'abandonne, son armée est réduite à juste une garde royale et des renforts d'Iméréthie ne débarquent jamais, Georges III d'Iméréthie devant faire face à une guerre violente contre la Mingrélie. Quand l'armée de Rostom atteint Aghdja-Qala, Teïmouraz prend refuge à Kvichkheti, aux pieds de la chaîne de Likhi qui sépare la Karthli de la Géorgie occidentale.
Le 18 février 1633, Rostom arrive à Tiflis et prend le contrôle du gouvernement géorgien, puis envoie une cavalerie de 2 000 soldats poursuivre Teïmouraz afin de l'intercepter avant qu'il n'atteigne l'Iméréthie. Celui-ci, qui hésite à prendre refuge en Géorgie occidentale à cause de la guerre civile y faisant rage, parvient tout de même à s'échapper mais perd une partie de sa garde lors d'un affrontement contre la cavalerie de Rostom près du Mont Peranga. Ceci marque la fin du second règne de Teïmouraz (1625-1633) et le début du pouvoir de Rostom, qui gouverne la Karthli jusqu'à sa mort. Le général persan Selim Khan reçoit, pour sa part, la gouvernance de la Kakhétie.

### Roi de Karthli

#### Consolidation du pouvoir
Une fois Rostom installé sur le trône, Rostom Khan Saakadzé retourne en Perse mais instruit les khans de Qazax, Loré et Chamchadilu de préserver une force militaire en Géorgie pour soutenir le nouveau dirigeant,. Rostom installe des garnisons persanes dans les citadelles de Gori et de Sourami et remplace progressivement les soldats persans par des milices chirvanaises pour éviter des révoltes populaires, le Chirvan étant une province transcaucasienne proche de la Géorgie. En 1633, Rostom et ses khans alliés lancent une expédition militaire dans l'Ardahan contre le Samtskhé dans le cadre de la guerre ottomano-séfévide.

Carte de l'empire séfévide sous le Chah Séfi.

Il travaille rapidement pour s'accorder avec la puissante classe noble de la Karthli, notamment en leur offrant de nombreux présents. La noblesse, fatiguée par des décennies de guerres, cherche à s'allier au nouveau souverain, qui demande de se faire embrasser les pieds par les nobles comme signe d'allégeance. Dès son arrivée au pouvoir, il offre au grand noble Chioch Khmaladzé les domaines de Samchvildé, restaure la famille Saakadzé dans ses anciens domaines par respect envers Georges Saakadzé, et épouse Ketevan Abachichvili, fille du prince Gordjasp Abachichvili, selon les rites chrétiens et musulmans (la reine Ketevan, qui meurt en 1633, est renommée Gouladoukhtar par son époux).
D'un autre côté, Rostom agit agressivement contre ceux qui continuent à soutenir Teïmouraz comme roi légitime,. Il envoie des expéditions militaires pour ravager les domaines de ceux qui refusent de se présenter devant lui, fait défenestrer l'attendant royal Kaïkhosro Baratachvili pour sa participation dans le massacre des Perses à Birtvisi en 1626 et échappe à de nombreuses tentatives d'assassinat. En 1633 et 1634, il remplace des dizaines de seigneurs par leur fils ou frère. De plus, le retour en Géorgie de centaines de Géorgiens capturés durant les invasions persanes du début du siècle et élevés auprès de la cour séfévide avec Rostom, ainsi que leur retour au sein de leurs familles chrétiennes, autorise la création d'une véritable classe pro-persane au sein de la petite noblesse géorgienne,. Tandis que Rostom ne persécute pas les chrétiens, il considère les nobles qui refusent de se convertir à l'islam comme déloyaux et augmente considérablement le pouvoir de ses alliés musulmans.
Inspiré par le système de gouvernance de son mentor Abbas le Grand, Rostom entreprend la centralisation d'un État fracturé et remplace le gouvernement de Teïmouraz par des officiels loyaux à la Perse. Il nomme ainsi Qaïa Tsitsichvili comme sakhltoukhoutsessi (Grand-maître du Palais) en 1635 et Manoutchar Soumbatichvili comme gouverneur de Tiflis le 8 avril 1634. Les nombreuses réformes de centralisation entreprises par Rostom durant son règne commencent une tendance vers une monarchie absolue en Géorgie, une tendance continuée plus tard par Héraclius Ier, Vakhtang VI et Héraclius II plus tard, et symbolisant une rupture du système médiéval, dans lequel la grande noblesse contrôle la politique intérieure du pays.
C'est en 1636 que le roi Rostom prend sous sa protection le jeune Pharsadan Gorguidjanidzé, le fils de 10 ans du gouverneur de Gori, qui deviendra par la suite l'un des plus célèbres écrivains géorgiens du XVIIe siècle, ainsi que le biographe officiel de Rostom et de son successeur Vakhtang V.

#### Influence séfévide
À 67 ans quand il accède au trône, Rostom est déjà un politicien affiné, décri par son biographe comme « plein de dextérité mondaine, riche et considéré ». Malgré son origine géorgienne, il est éduqué dans les systèmes musulmans et séfévides de gouvernance, faisant de lui un étranger dans son pays et le menant à pousser vers des réformes pour harmoniser le gouvernement de Tiflis avec celui d'Ispahan. Il nomme ainsi des officiels persans, tel que son vizir Mouin Mohammed, et géorgiens. La plus importante réforme mise en œuvre pas Rostom est le changement des noms des positions au sein du gouvernement royal : sans changer les fonctions de chaque position, il les renomme selon leurs homologues séfévides.
| Position géorgienne    | Nom persan introduit par Rostom | Fonction                                                                          |
| ---------------------- | ------------------------------- | --------------------------------------------------------------------------------- |
| Msakhurtukhutsesi      | Qortchi-bachi                   | Chargé des finances du palais et de l'armée ; en tête de l'administration royale. |
| Monatoukhoutsessi      | Qollar-aghassi                  | Chef de la garde royale.                                                          |
| Mandatourtoukhoutsessi | Echikaghas-bachi                | Superviseur des affaires de protocole.                                            |
| Ezosmodzghvaré         | Nazir                           | Ministre de la cour.                                                              |
| Mestoumretoukhoutsessi | Mehmandar                       | Chargé des réceptions royales                                                     |
| Khourotmodzghvaré      | Sardar                          | Commandant-en-chef des forces royales.                                            |

Ces changements restent toutefois superficiels et servent à satisfaire les suzerains de Perse, mais resteront intacts jusqu'à l'annexion de la Géorgie par la Russie en 1801 et autorisent la noblesse géorgienne de s'habituer à de nouvelles coutumes relativement facilement. Rostom devient le premier roi géorgien à réduire les pouvoirs du darbazi, le conseil royal composé de figures nobles et religieuses depuis le XIIIe siècle, et nomme également un mdivan-begi comme juge, les affaires judiciaires étant auparavant sous la supervision du conseil. Sous son règne, le darbazi ne sert plus que de négociateur d'alliances matrimoniales entre les nobles du royaume, menant à la décadence de cette ancienne institution qui culminera à sa dissolution complète un siècle plus tard sous Héraclius II.

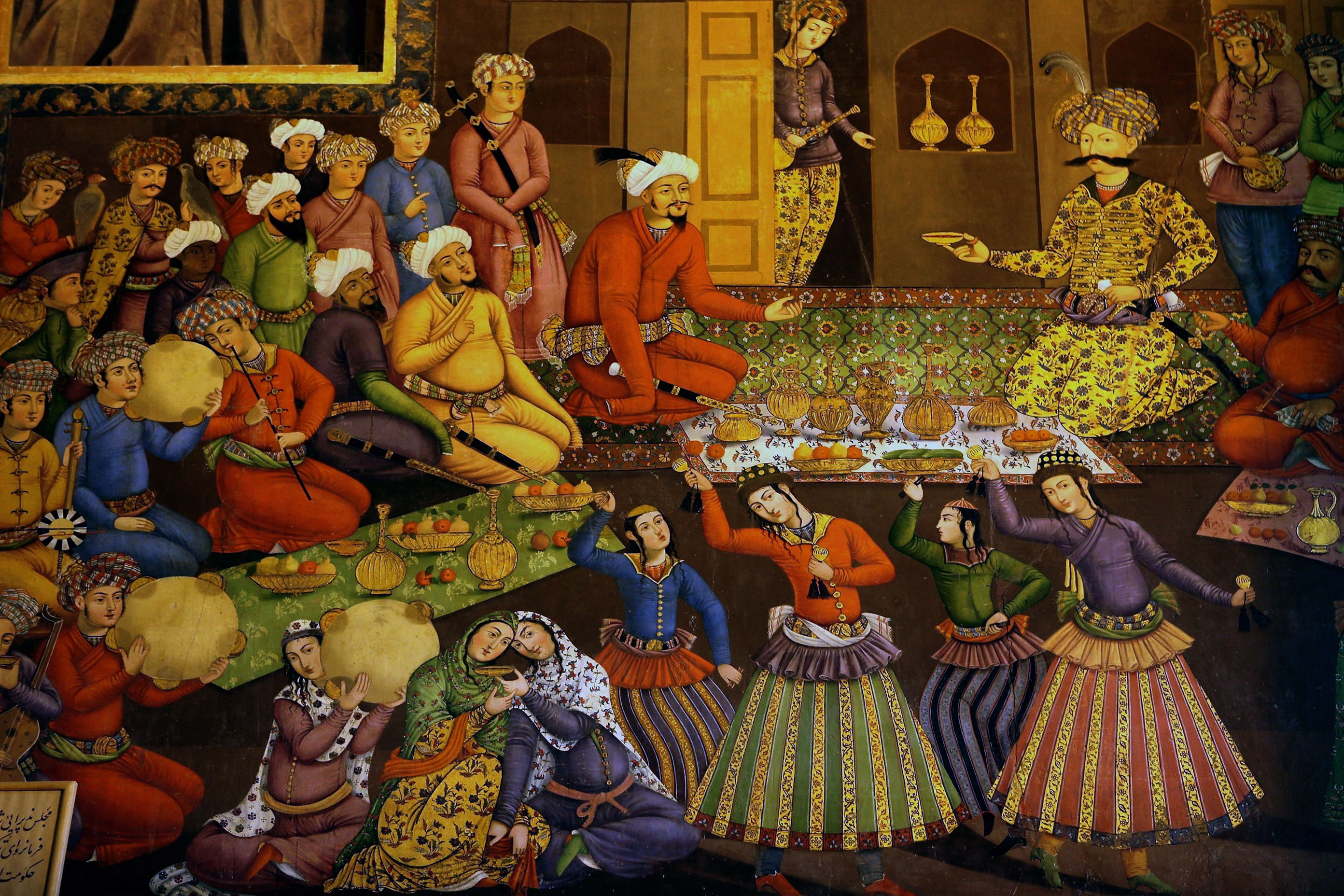
Cour de Chah Abbas le Grand. Rostom réforme la cour royale de Karthli selon les traditions séfévides.

Rostom reste connu pour son introduction des mœurs et coutumes persanes au sein de la cour géorgienne. Les Chroniques géorgiennes disent ainsi qu'il apporte « le luxe et la chère des Persans, la débauche, l'impudicité, la fourbe, l'amour des plaisirs, du bain, de la parure inconvenante, les joueurs de luth et de flûte, en effet, ceux-là seuls furent considérés qui adoptèrent ces usages, et les chefs mêmes du clergé se dégradèrent au point d'y prendre part ». Il est souvent décrit comme un passionné des fêtes et divertissements, une passion financée par la largesse d'Ispahan qui subventionne les frais de son palais à travers son règne. Sa proche relation avec la cour du chah fait de Rostom l'un des hommes les plus riches de l'empire séfévide, avec des domaines riches sous son contrôle, dont la Géorgie orientale, Ispahan, Quba dans le Chirvan, la Province de Zandjan et le Guilan, ainsi que suzeraineté sur 500 clans de nomades turkmènes.
D'un autre côté, le gouvernement perse a un contrôle sans précédent sur les affaires internes de la Karthli. Non seulement les troupes musulmanes sont stationnées dans les forteresses de Tiflis, Gori et Sourami, ce sont des gouverneurs militaires persans qui administrent le sud du royaume, notamment Loré et Gagui. À Tiflis, un vizir, un moustooufi et un mounchi espionnent les affaires du palais pour la Perse et contrôlent les services de revenu et l'administration militaire du royaume. Chaque nomination doit être confirmée par Ispahan. De plus, Rostom se doit de payer un tribut annuel d'esclaves, souvent des enfants de petits nobles,.
En Karthli, Rostom se nomme dans ses documents « Roi des rois », continuant ainsi la titulature de ses ancêtres chrétiens. Ses sujets le reconnaissent comme mep'e (მეფე, « monarque ») et il se fait même couronner dans une cérémonie chrétienne en 1634 dans la cathédrale d'Antchiskhati de Tiflis. Toutefois, ses suzerains de Perse font de lui un « vali du Gourdjistan », le titre de vali symbolisant l'union entre l'Iran et la Géorgie. Rostom est considéré par Ispahan comme l'un des quatre valis de l'empire séfévide, avec ceux de l'Arabistan, du Louristan et du Kourdistan, des gouverneurs plus autonomes et plus puissants que les émirs et les khans. Et, malgré le fait que Rostom est considéré comme le troisième gouverneur le plus puissant de l'empire, derrière les valis du Louristan et de l'Arabistan, le Gourdjistan (la Karthli) n'est jamais officiellement déclarée territoire persan. 
Tandis que Rostom et son gouvernement diminuent considérablement l'indépendance du royaume, le pays préserve néanmoins une large autonomie, sa culture, sa religion orthodoxe, ses droits fonciers et sa propre politique socio-économique. Un exemple est la puissance que la noblesse géorgienne garde à travers le XVIIe siècle, tandis que les gouvernements des khanats transcaucasiens sont entièrement remplacés par des officiers venant d'Ispahan. Cette relation complexe et unique entre Tiflis et Ispahan devient la base d'une union qui dura plus d'un siècle, jusqu'en 1744. De 1632 à 1744, chaque monarque de la Karthli est musulman et nommé par le chah. En 1800, quand le roi Georges XII de Kartl-Kakhétie tente de négocier une union entre l'empire russe et la Géorgie orientale, il décrit, en vain, le système inauguré par Rostom. Certains historiens, toutefois, tel que Nikoloz Berdzenichvili (1973), accusent Rostom d'avoir mis fin à l'indépendance de la Karthli et de l'avoir intégré entièrement comme province perse.

#### Alliance avec la Mingrélie

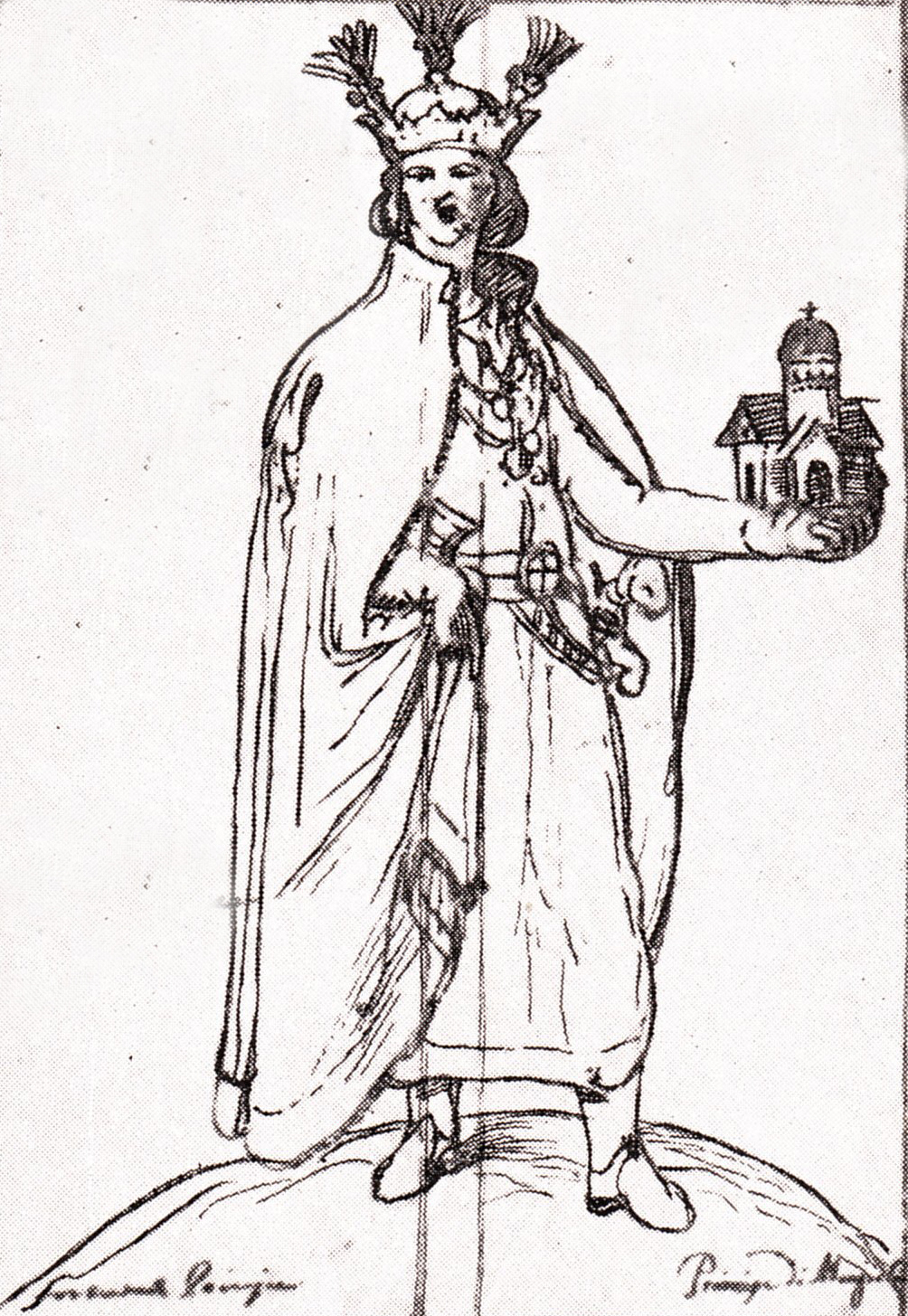
Léon II de Mingrélie.

La reine Ketevan Abachichvili meurt en 1633, la même année que son mariage. En recherche d'une nouvelle femme, Rostom se tourne vers la Géorgie occidentale, où une guerre entre princes fait rage depuis 1623 : le royaume d'Iméréthie, lieu de refuge de Teïmouraz, et la principauté de Gourie se battent dans un long conflit contre la Mingrélie de Léon II Dadiani. La situation à l'ouest de la chaîne de Likhi est étroitement lié à la stabilité de la Karthli depuis l'« Accord des 6 Géorgies » de 1615, initié par Teïmouraz et engageant les souverains de Kakhétie, Karthli, Iméréthie, Mingrélie, Gourie et Samtskhé de travailler ensemble vers la réunification de la nation. De plus, Georges III d'Iméréthie et Kaïkhosro de Gourie soutiennent ouvertement une invasion de la Karthli pour réinstaller sur le trône Teïmouraz. En 1633, Rostom décide de former une alliance avec Léon II de Mingrélie, mettant ainsi un terme à l'Accord de 1615, isolant Teïmouraz et faisant de Rostom un nouveau candidat pour le trône uni de toute la Géorgie.
Rostom envoie en Mingrélie pour négocier son union avec Mariam Dadiani, sœur du prince et récemment divorcée du prince déchu Simon de Gourie, une délégation de diplomates menées par l'évêque de Tiflis et incluant, curieusement, Niceforo Irbachi, l'ancien ministre des Affaires étrangères de Teïmouraz qui se retrouve de nouveau auprès de celui-ci en 1636. La date exacte de l'alliance reste le sujet de débats entre historiens qui situent le mariage entre 1633 et 1638. Les Chroniques géorgiennes, rédigées moins d'un siècle après la mort de Rostom, fixe l'union en 1638, mais cela est peu probable considérant que Niceforo Irbachi est en Russie entre 1636 et 1639. Certaines chartes royales de Rostom semblent indiquer que le mariage eut lieu en 1636, une théorie confirmée par une inscription murale d'une église de Khoni qui décrit le voyage de Léon Dadiani vers la Karthli pour rencontrer son beau-frère en 1636. L'historien Iskandar Beg Mounchi mentionne l'idée d'une alliance matrimoniale entre la Karthli et la Mingrélie en 1633 et attribue un délai aux batailles constantes entre les Imères et les Mingréliens. L'historien Nodar Assatiani place le mariage en 1634, tandis qu'Avtandil Tsotskolaouri le date en 1633.
Mariam Dadiani est renommée pour sa foi chrétienne et hésite à épouser un monarque musulman ; Rostom sera contraint d'organiser son baptême pour la convaincre. Léon Dadiani et Rostom Khan s'accordent néanmoins et choisissent de se rencontrer à Kakaskhidi, un village en plein Iméréthie mais sous occupation mingrélienne. Ne pouvant pas utiliser les routes traditionnelles menant de Sourami à l'Iméréthie à cause d'un blocus par Georges III d'Iméréthie, Rostom traverse le Mont Persati avec l'autorisation du pacha ottoman Youssouf de Tchildir et Léon Dadiani franchit le Samikelao et la rivière Rioni. Sur sa route, Georges III tente d'empêcher l'union et attaque, encouragé par Teïmouraz, le prince Dadiani, qui sort tout de même victorieux et prend en otage Georges III pour les deux années qui suivent. À Kakaskhidi, les deux monarques célèbrent en grande pompe leur nouvelle parenté et décident de travailler ensemble vers une grande invasion de l'Iméréthie.

##### Importance internationale de l'alliance

Carte de la principauté de Mingrélie.

Cette alliance a une importance géopolitiquement stratégique non seulement pour Rostom, mais aussi pour la Perse, qui est alors toujours en guerre contre l'Empire ottoman. C'est ainsi que Rostom Khan demande permission au chah Séfi avant d'épouser Mariam Dadiani et qu'Ispahan nomme Parou Khan, beylarbey du Chirvan, pour superviser l'alliance. En effet, la Mingrélie, au bord de la Mer Noire, est au centre de la sphère d'influence traditionnelle de Constantinople et ce mariage garantit que Léon Dadiani accepte la suzeraineté de la Perse. Dès 1635, il refuse ainsi de fournir l'armée ottomane dans son projet d'invasion de l'Arménie. Pour célébrer l'alliance, Ispahan offre de nombreux présents au prince de Mingrélie, dont une donation de 50 000 martchilis (une tonne et demie d'argent) et une pension annuelle de 1 000 tomans. Finalement, l'union est utilisée par la Perse pour bloquer une possible intervention russe en Géorgie occidentale.
Le mariage se déroule à Tiflis et Mariam Dadiani est accompagnée par les plus grandes figures religieuses et nobles de Mingrélie et de Gourie. Cette délégation passe six mois en fêtes à travers la Karthli avant de retourner vers l'ouest, tandis que le nouveau couple royal parcourt le royaume après leurs noces, visitant Gori, Tskhireti et l'Arménie. Mariam devient rapidement une personne influente au sein de la politique interne du royaume, promouvant la protection du christianisme. Ses larges apanages en Arménie, ainsi que ses palais privés à Tsintsqaro, Bolnissi, Ophreti, Gomareti, Ourtsevani, Nakhidouri, Akhaldaba, Ali, Tskhinvali, Aradeti, Rouissi, Gori et Ateni sont utilisés comme des salons académiques pour encourager l'éducation chrétienne dans un royaume de plus en plus musulman.
À la suite du mariage, les Ottomans s'inquiètent de la croissance du pouvoir de Rostom et des rumeurs à Constantinople prédisent le rassemblement de 30 000 soldats par Rostom et Léon Dadiani pour envahir les possessions turques sur la Mer Noire. Le Traité de Qasr-i-Chirin de 1639 apporte toutefois la paix entre les Ottomans et les Séfévides et la chaîne de Likhi devient à nouveau la frontière entre les deux empires.

#### Reconstruction
Après des décennies de guerres, la Karthli est dévastée et son économie est effondrée. Quand Rostom envahit le royaume en 1632-1633, il rencontre un pays où les anciennes métropoles de Tiflis et Gori ne sont que des petites villes et où la multitude de villages qui forment la base de la prospérité agricole de la Géorgie ont été réduites au statut de forteresses. Le nouveau roi, qui ne subit plus les invasions constantes de la Perse, entreprend un projet ambitieux de reconstruction de la Géorgie orientale. 
À Gori, il transforme en 20 jours la citadelle en un palais royal, incluant des nouveaux remparts et un jardin persan, qui devient la demeure des représentants de la cour d'Ispahan durant son absence. Non loin de Gori, il transforme le petit bourg d'Akhalkalaki sur la rivière Tedzma en un village important, un centre du commerce entre la Géorgie occidentale et la Transcaucasie orientale,,.
Ses plus grandes entreprises sont basées dans la capitale royale de Tiflis. Là, il abandonne les domaines royaux d'Isani et de Dighomi et se fait construire un large palais sur les rives du Mtkvari, en plein centre de la ville, entre les églises d'Antchiskhati et de Sioni, tandis que la forteresse d'Isani est offerte aux soldats persans,. Il restaure la citadelle de Narikala, qui garde Tiflis, et construit un rempart allant du Mtkvari à la colline de la forteresse, protégeant ainsi la large population y résidant,. Rostom est l'auteur du pont de Metekhi qui lie les quartiers d'Avlabari et de la Vieille Ville jusqu'à aujourd'hui, tandis qu'il reconstruit les quartiers adjacents,. S'inspirant de l'architecture d'Ispahan, il fait construire des bains publics près de sa résidence.
Malgré le fait qu'il soit musulman, Rostom reste connu pour sa reconstruction de deux des plus grandes cathédrales de l'Église orthodoxe géorgienne : l'église d'Alaverdi en Kakhétie, qu'il fait reconstruire en 1653 en l'honneur des nobles morts sous son règne, et la cathédrale de Svétitskhovéli de Mtskheta, le siège religieux de Géorgie, dont la coupole s'effondre en 1656. Une inscription sur le mur occidental de celle-ci commémore ainsi Rostom, un roi musulman.
Pour encourager le commerce, Rostom entreprend la reconstruction de l'infrastructure logistique du pays. Il fait construire de nombreux caravansérails et bazars à Tiflis et dans ses environs, ainsi que des routes qui mènent aux régions montagnardes du Caucase. De nombreux larges ponts, construits pour faciliter la traversée de caravanes, sont également érigés à travers la Géorgie orientale, et surtout aux environs de Gandja. Le Pont rouge, aujourd'hui une frontière entre la Géorgie et l'Azerbaïdjan, date de son règne,.
Rostom est aussi le premier roi depuis la fin du Moyen Âge qui se fait construire des résidences régionales, encourageant ainsi la construction de nouveaux villages. L'une de ses résidences les plus utilisées est le palais royal de Kojori dans la vallée de Kiketi, qui remplace une ancienne citadelle médiévale.

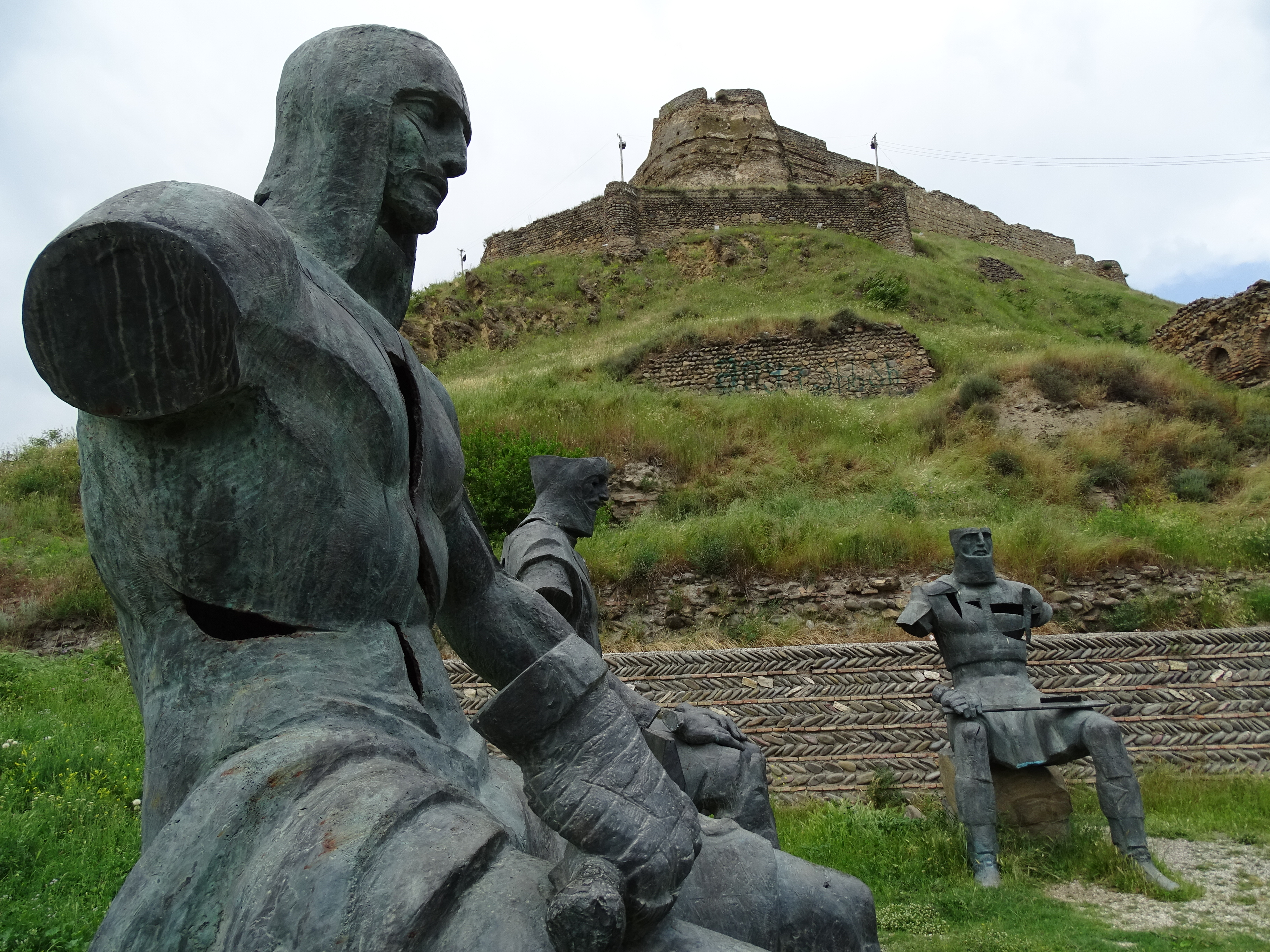
Forteresse de Gori.
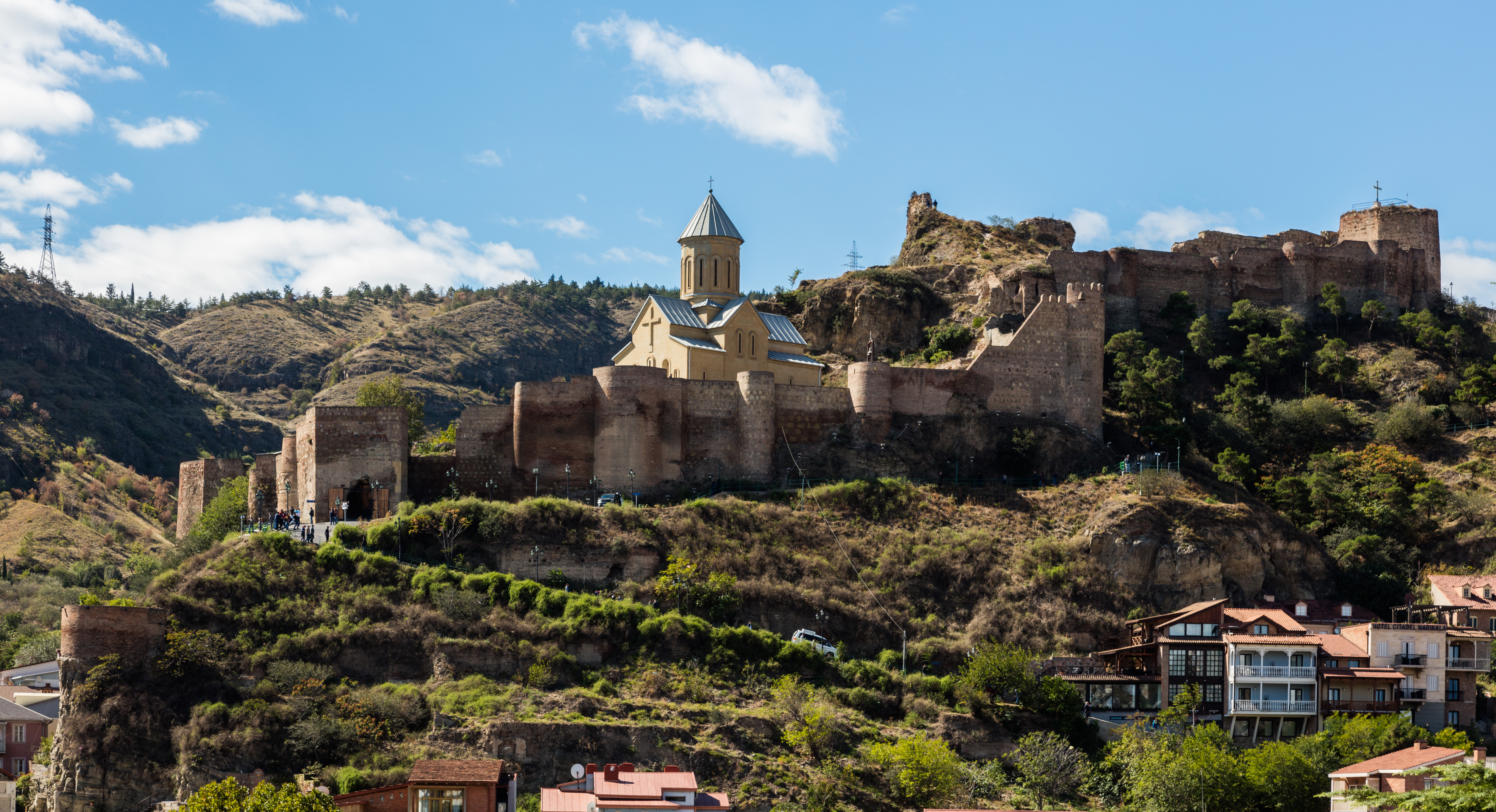
Citadelle de Narikala.
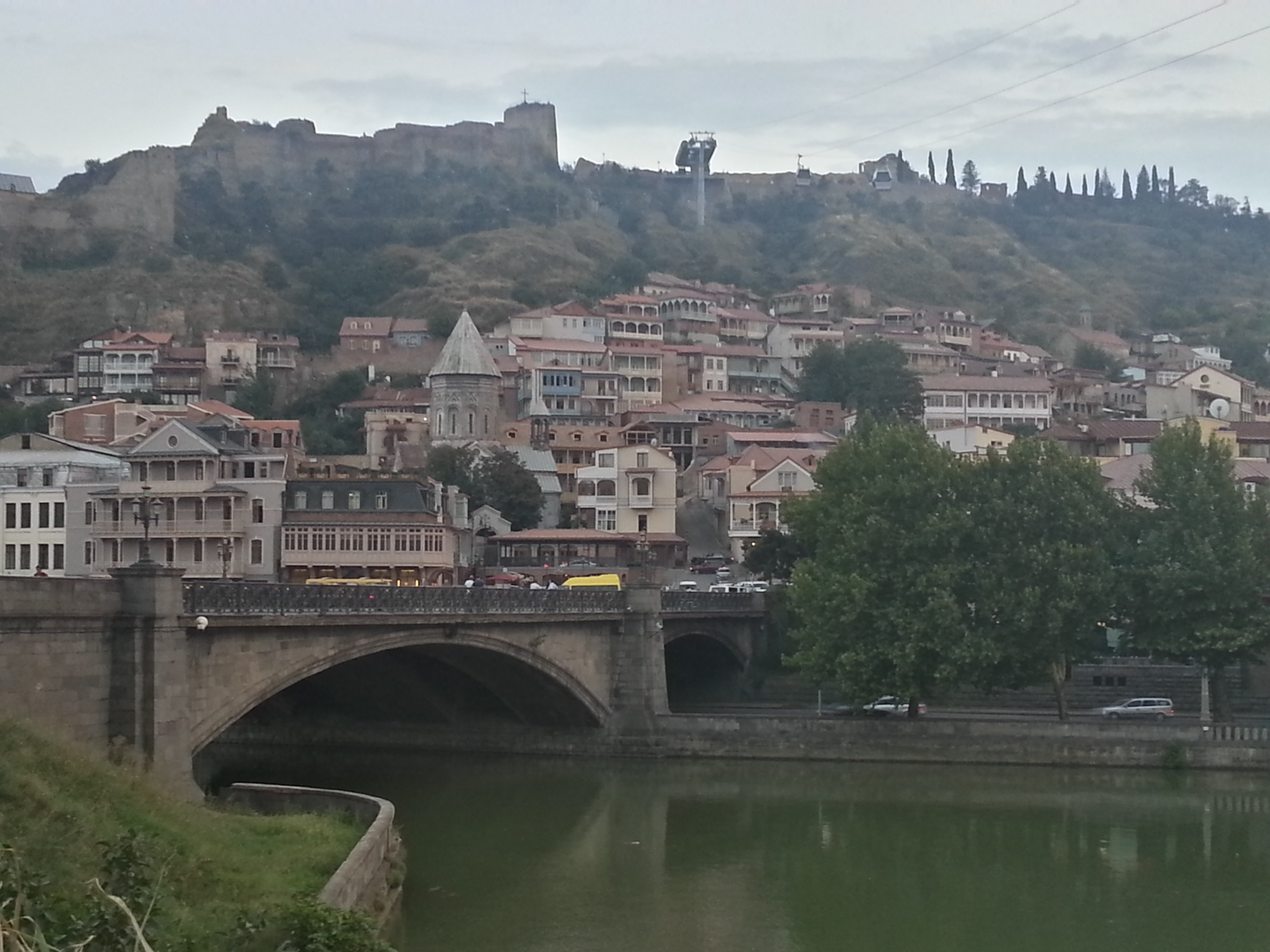
Pont de Metekhi à Tbilissi.
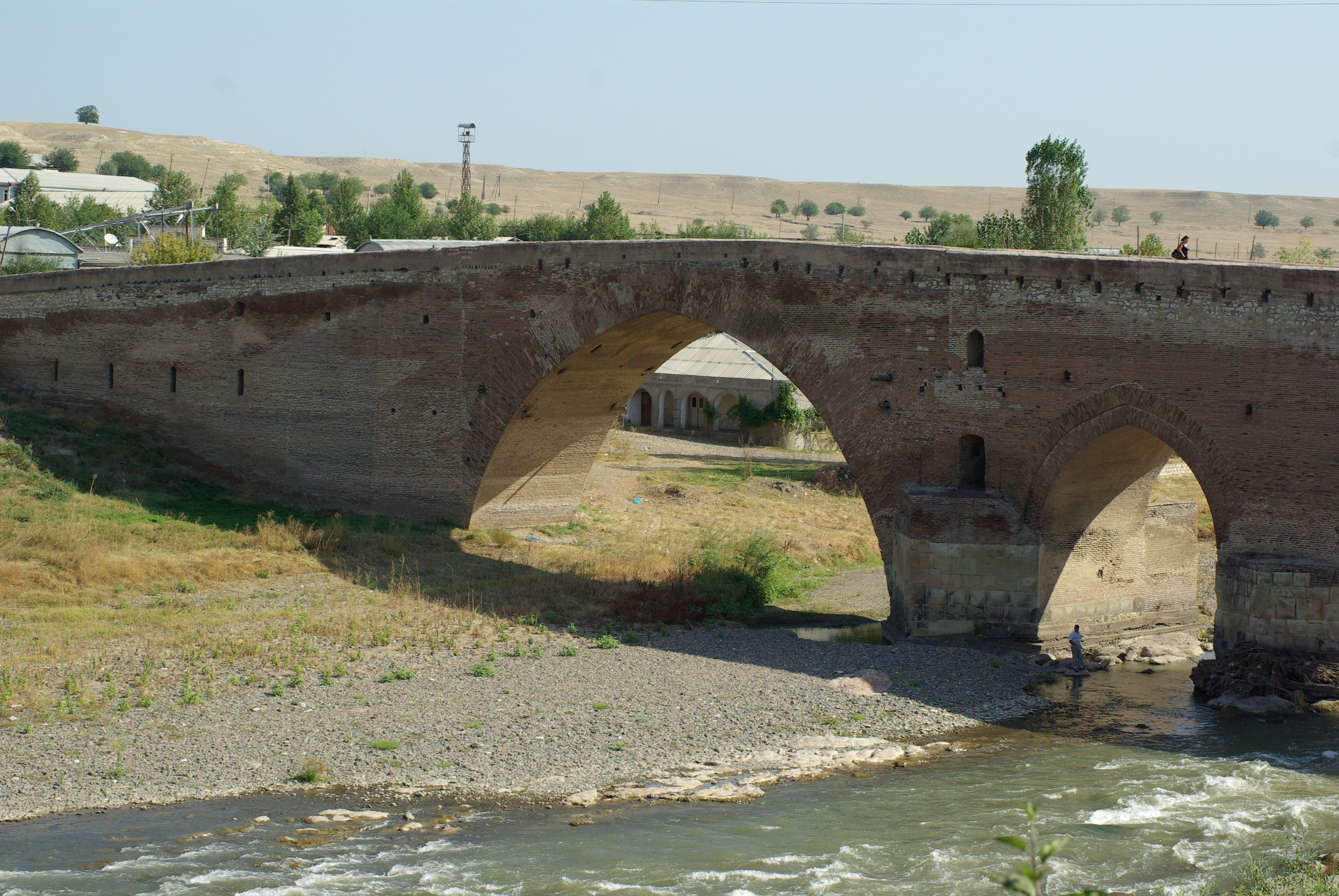
Pont rouge.
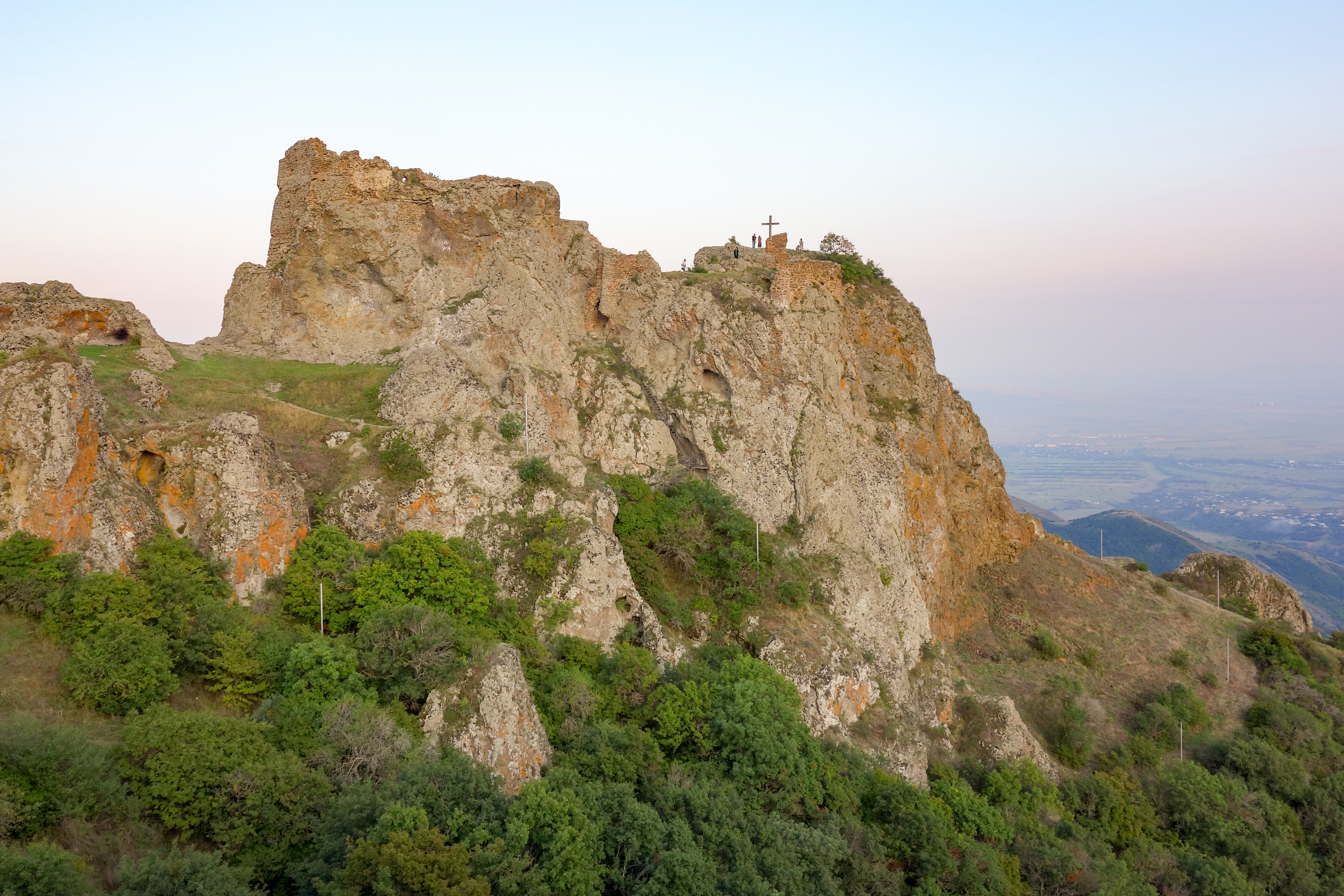
Ruines du palais de Kojori.
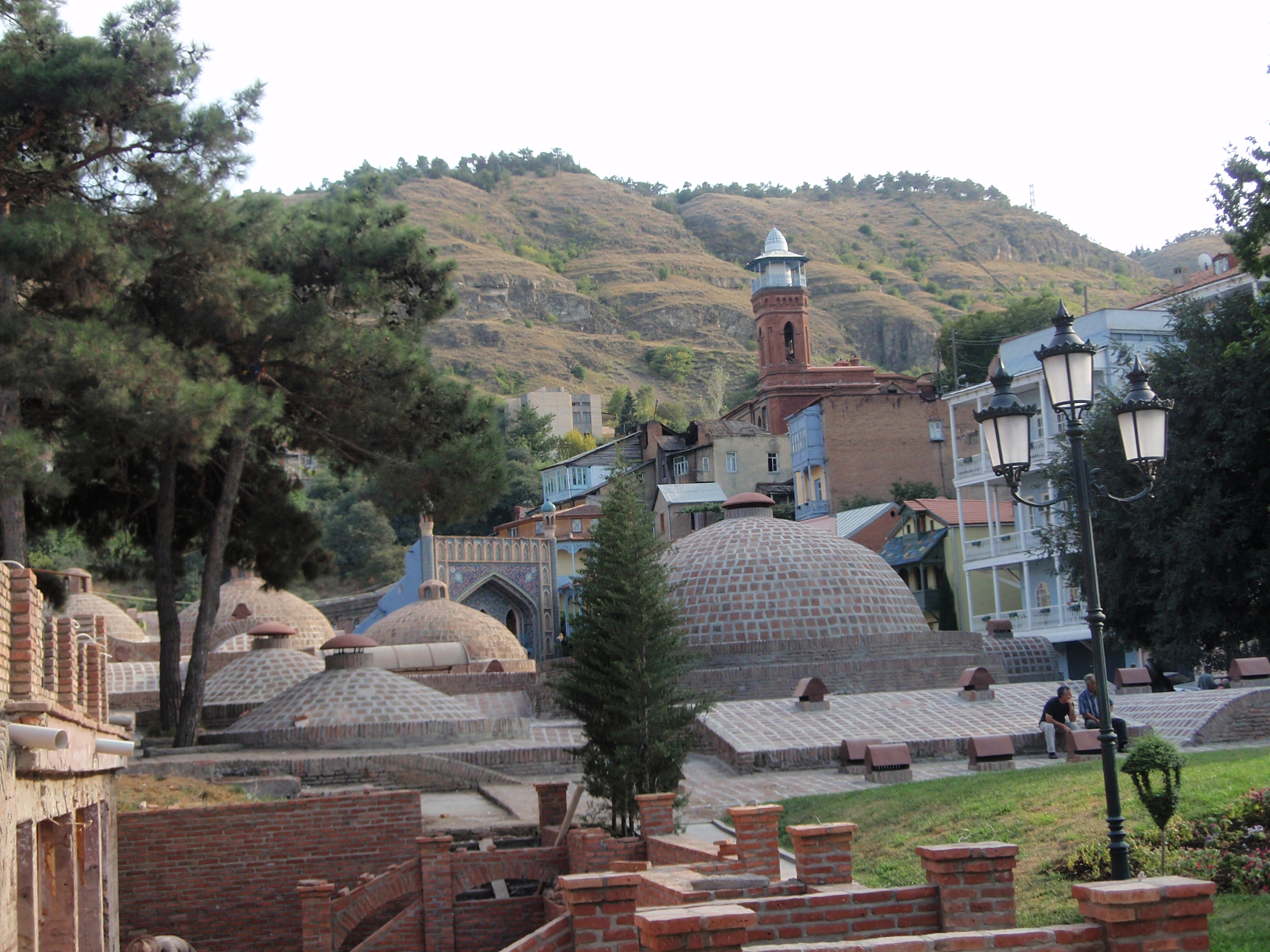
Bains publics de Tbilissi.

#### Retour de Teïmouraz
En 1635, le duc Datouna d'Aragvi se rebelle contre Tiflis, annonçant son soutien envers le retour de Teïmouraz. Rostom rassemble alors ses troupes et se poste à Moukhran, d'où il demande au duc sa soumission ou son exil en Perse. Toutefois, le roi décide d'entreprendre des négociations avec le noble récalcitrant avant de ravager ses domaines. À Moukhran, Rostom et Datouna dînent ensemble quand un émissaire de Teïmouraz arrive au campement pour livrer un message au duc d'Aragvi. Lorsque la garde royale empêche à cet émissaire de délivrer son message, Datouna réalise qu'il est tenu otage par le roi et sort son épée, à la suite de quoi Rostom ordonne son exécution au fusil par ses conseillers, Gabachvili et Tourkistanichvili. Rostom envoie alors la tête décapitée au chah, tandis que la noblesse de l'Aragvi proclame Zaal Sidamoni, frère cadet de Datouna, comme nouveau duc.

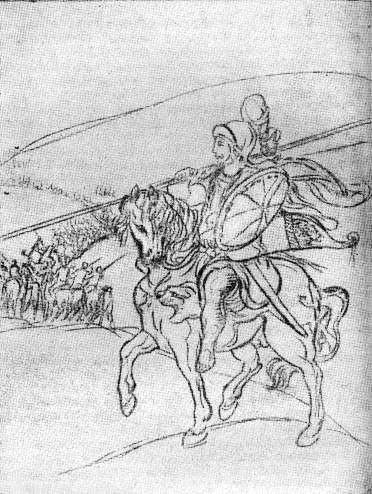
Teïmouraz sur le champ de bataille.

Zaal continue la rébellion de son frère mais ne parvient pas à repousser l'avancée de l'armée de Rostom, qui dévaste les villages de Doucheti, Bazaleti et Sachoubaro pendant huit jours. Zaal est bientôt rejoint par Iotam Amilakhvari, prince de Samilakharo, Parsadan Tsitsichvili, comte de Satsitsiano, et le duc Jessé de Ksani, qui tue son propre frère Chanché Kvenipneveli par peur de sa parenté au roi,. Avec sa nouvelle aide, Zaal recapture Doucheti, où il se fortifie, tandis que l'avant-garde du roi est massacrée dans une forêt, forçant le roi de faire retraite sur Sabourdiano. Rostom vaincu, Zaal se tourne contre le duché de Ksani et envahit les domaines de Jessé, qui est obligé de prendre refuge en Iméréthie. Rostom fait immédiatement appel aux grands nobles de la Karthli pour organiser une large invasion de l'Aragvi, envoyant même des émissaires auprès de l'exilé Jessé.
Toutefois, Teïmouraz utilise le chaos en Karthli pour retourner en Géorgie orientale,,. Quand Rostom apprend que le roi déchu était déjà en Kakhétie et avait rencontré Iotam Amilakhvari et le prince Vakhtang II de Moukhran (pourtant un allié de Rostom), il retourne immédiatement à Tiflis et demande de l'aide à la Perse, qui ne peut toutefois pas envoyer des troupes à cause du Siège d'Erevan par les Ottomans de 1634-1635. Toujours en 1635, Teïmouraz, armé par Zaal, envahit la Karthli et met siège sur Gori mais est rapidement vaincu par le gouverneur local. Le lendemain, Rostom, accompagné d'une armée avec des troupes fournies par les méliks arméniens et les Baratachvili, se fortifie dans la citadelle de Gori, qui est attaquée une seconde fois par Teïmouraz, cette fois-ci renforcé par le prince de Moukhran. Ce second siège se révèle sanglant mais Rostom défait son ennemi et Teïmouraz retourne en Kakhétie, tandis que Rostom ravage le Moukhran.
Le 8 août 1635, Erevan tombe aux mains des Ottomans et, malgré cette défaite, le chah Séfi ordonne aux troupes d'Azerbaïdjan de venir en aide à Rostom. Celui-ci envahit la Kakhétie avec une large armée quand Teïmouraz détrône le gouverneur Selim Khan, et assiège le roi chrétien à Ananouri. Quand Teïmouraz demande des négociations avec Rostom, ce dernier accepte et, au lieu de lui imposer une défaite décisive, le laisse régner en Kakhétie, officiellement par respect envers sa propre dynastie des Bagrations. Cette décision de Rostom est aujourd'hui considérée comme une victoire stratégique de Tiflis : d'un côté, Ispahan est contraint d'accepter la nouvelle situation et de reconnaitre le règne de Teïmouraz afin d'éviter son alliance avec les Ottomans, ; d'un autre côté, Rostom préfère le règne de son cousin chrétien en Kakhétie plutôt que la création d'un khanat séfévide aux frontières de la capitale géorgienne.
Teïmouraz retrouve ainsi sa couronne en Kakhétie et prête allégeance à l'empire séfévide, faisant de Rostom son suzerain officiel. Vers la fin de 1635, il envoie sa fille Tinatine en Perse pour épouser le chah et Rostom la fait escorter par son ambassadeur Agha Mouïn.

#### Complot de 1635
En 1635, Rostom est âgé de 70 ans et, sans enfant, la question de sa succession inquiète la noblesse de Karthli qui craint un retour au chaos ou encore une annexion directe par la Perse. C'est ainsi que le darbazi recommande au roi d'adopter le prince Mamouka d'Iméréthie comme son fils et héritier. Mamouka est un candidat idéal pour une grande partie des Géorgiens : frère cadet du roi Alexandre III d'Iméréthie, un général talentueux dans l'armée imère, possible gendre de Léon II de Mingrélie, chrétien et sans influence séfévide. Via ses liens de parenté, Mamouka représente un espoir vers la réunification de la Géorgie et son adoption potentielle par Rostom est vue par certains comme une tentative par ce dernier de négocier la paix en Géorgie occidentale et de faire une alliance entre l'Iméréthie et la Karthli.

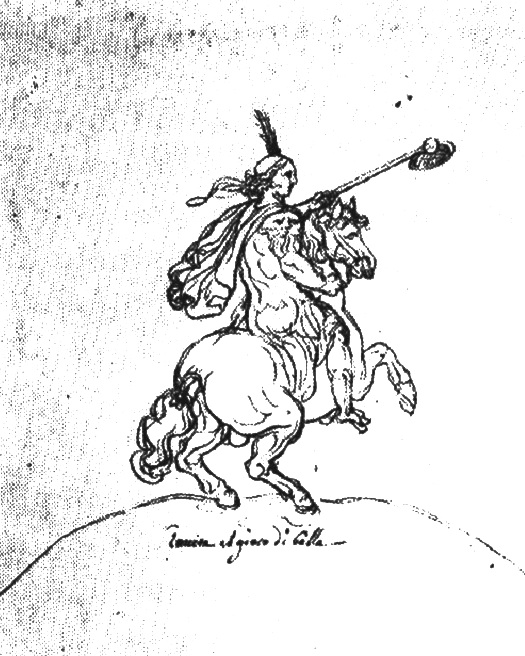
Le prince Mamouka d'Iméréthie.

Mamouka est à Akhaltsikhé dans une mission diplomatique de son frère chez les Ottomans quand il est invité à Tiflis auprès de la cour royale. Rostom et Mamouka célèbrent ensemble la naissance d'un possible accord. Toutefois, durant une nuit, des agents tentent d'assassiner le roi et affligent un coup de poignard au palefrenier royal. Quand le complot est révélé, les assassins s'échappent du palais, sautent dans le Mtkvari et disparaissent dans la nature. Le complot reste secret et le roi ne tente pas d'enquêter sur l'identité des assassins, ne voulant pas risquer l'alliance avec Mamouka. Le palefrenier, accusé d'avoir tenté de violer un jeune garçon, est banni de la cour.

20 jours après la tentative d'assassinat, Rostom accepte de placer la faute sur Mamouka. Au lieu de l'arrêter, il lui offre 10 000 martchilis et lui envoie une lettre à sa résidence de Somaneti, lisant : 
« Je crains que le chah ne te mande à sa cour; tu as ma parole qu'on ne se permettra contre toi aucune violence, tu sais aussi que nous ne pouvons répondre au chah par un refus. Va donc à Akhaltsikhé, tout ce qui se pourra faire je le ferai ici pour toi. »
 Mamouka s'enfuit alors à Akhaltsikhé, puis retourne en Iméréthie, mettant fin au projet de réunification. Une version de cette histoire théorise que la tentative d'assassinat est organisée par la Perse, vexée du choix de Mamouka comme héritier de Rostom, tandis que d'autres voient la main de Teïmouraz dans le complot. La suite du prince imère, dont la famille princière des Tchkheïdzé, reste en Karthli et s'allie à Nodar Tsitsichvili, un puissant comte qui reste opposé à la Perse.

#### Paix et chaos

Décret de Rostom réglant un conflit nobiliaire.

Les relations entre Rostom et Teïmouraz sont complexes. Officiellement, la paix règne entre la Karthli et la Kakhétie, ce qui autorise Rostom à s'accorer avec Zaal d'Aragvi, Jessé II de Ksani et Iotam Amilakhvari. Toutefois, Teïmouraz continue ses ambitions d'unifier la Géorgie orientale et tente secrètement, avec Zaal et le comte Nodar Tsitsichvili, d'assassiner ou de renverser Rostom plusieurs fois entre 1636 et 1642, notamment une fois dans un bain public. En 1636, Teïmouraz envoie une ambassade en Russie pour demander de l'aide militaire au tsar Michel Ier dans une invasion de la Karthli et se déclare même vassal de la Russie en 1639, mais Moscou n'envoie jamais de renforts. Toujours en 1639, Teïmouraz perd l'espoir d'une intervention ottomane quand le Traité de Qasr-i-Chirin met fin à la guerre ottomano-séfévide, tandis que l'Iméréthie reste trop occupée par sa guerre contre la Mingrélie pour intervenir.
La guerre froide entre Rostom et son ennemi continue pendant plusieurs années, tandis que Rostom utilise ces années de paix pour solidifier son pouvoir. Quand Iotam Amilakhvari et Nodar Tsitsichvili s'affrontent en 1636-1637 pour le contrôle de Karaleti, le roi intervient et désarme les deux nobles, puis donne Karaleti à Tsitsichvili. Quand Amilakhvari, accompagné de son allié Jessé II de Ksani, se rebelle et rejoint le camp de Teïmouraz, Rostom emprisonne leurs épouses à Gori, avant le retour d'Iotam. Quand Jessé II se réfugie en Perse, des agents de Rostom l'assassinent et le duché de Ksani est offert à Chanché Ier, pacifiant ainsi la région.
Dans des circonstances mystérieuses et possiblement liées à la guerre ottomano-séfévide, Rostom lance une expédition militaire en 1638 dans le Samtskhé, sous contrôle des Turcs, et retourne à Tiflis avec un butin de 2 000 tomans.

#### Guerre totale

##### Révolte de Nodar Tsitsichvili
Vers la fin de 1639, une conspiration contre Rostom par Zaal d'Aragvi, Iotam Amilakhvari, Nodar Tsitsichvili, le prince royal George Gotchachvili et le catholicos Eudème pour placer Teïmouraz sur le trône de Tiflis se transforme en véritable guerre civile quand Tsitsichvili devient le premier à faire appel à une rébellion ouverte contre la couronne. Nodar Tsitsichvili reçoit immédiatement le soutien de nombreux petits nobles et oblige ses vassaux de le suivre après avoir capturé le village de Khovleti, bastion du parti pro-Rostom dans ses domaines. Nodar se fortifie alors dans la citadelle de Doesi, au nord-ouest de la capitale, en attendant l'arrivée de renforts militaires, avec les frères Otia et Bejia Tchkheïdzé.

Quand Rostom apprend les nouvelles de la révolte, il nomme Ioram Saakadzé comme chef de son armée et ordonne la fermeture des routes menant vers Doesi. Une conscription est mise en place dans la capitale et le roi instruit le moouravi de Tiflis d'exécuter toute personne refusant l'appel aux armes. Dans la soirée, l'armée se réunit à l'entrée de Mtskheta et à minuit, Ioram Saakadzé rejoint le roi avec des renforts venant des provinces au village de Kavtiskhevi, non loin de Doesi. Dans la nuit, Rostom recapture Khovleti mais refuse de lancer une attaque surprise sur Doesi, disant : 
« Les Karthles se mesurent l'un contre l'autre pour prouver qu'ils ont bien agi. C'est aussi pour mon bon droit que je me bats contre mon vassal et si mes prétentions sont fausses, que la victoire soit pour lui. »

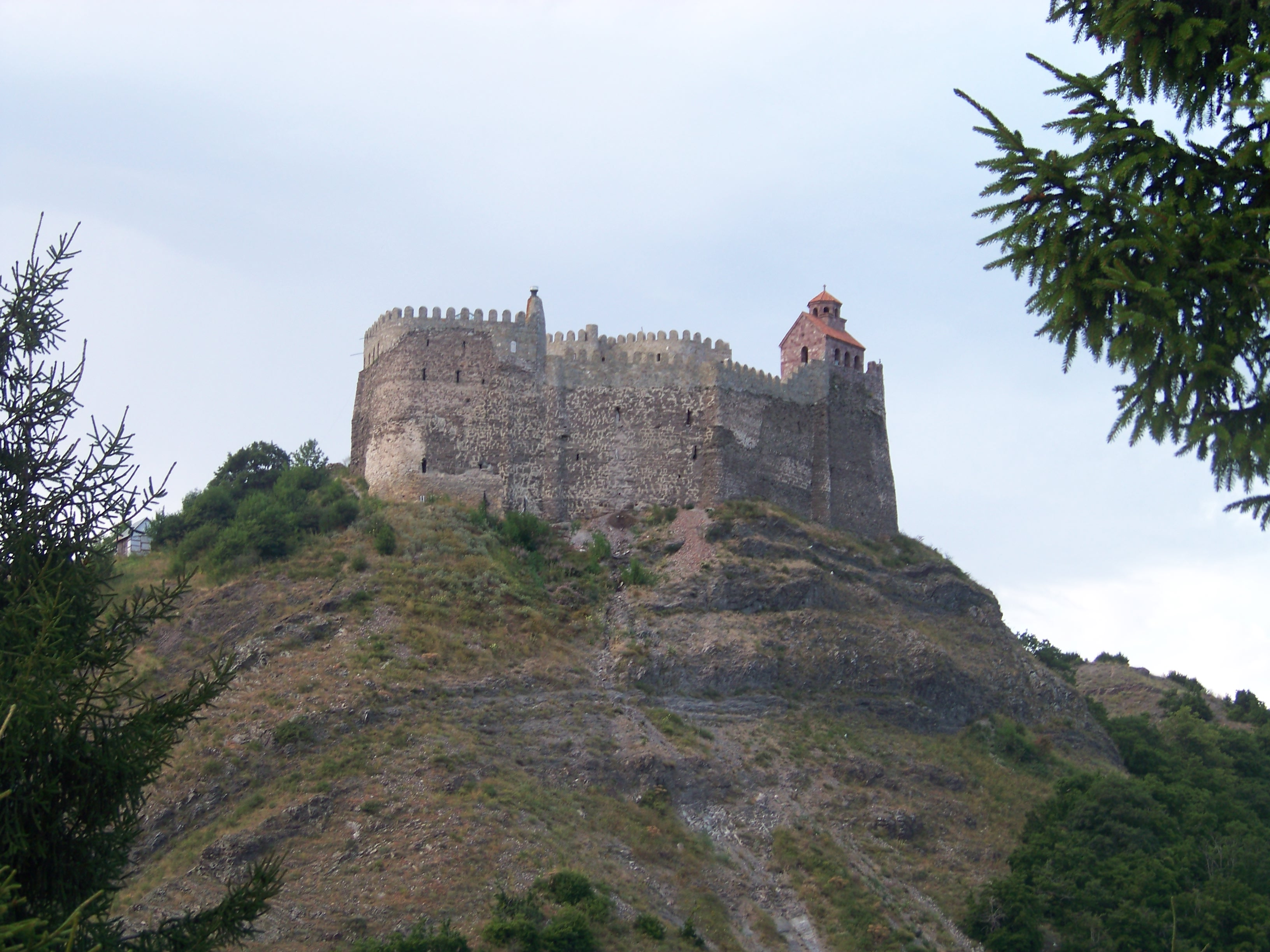
La forteresse de Mdzovreti.

Dans la matinée, Rostom assiège Doesi mais Nodar Tsitsichvili parvient néanmoins à s'enfuir et se solidifier dans la citadelle de Veré. Doesi, défendue par le contingent imère des frères Tchkheïdzé, tombe après une bataille sanglante durant laquelle ceux-ci sont capturés par Saakadzé et envoyés en Perse. Rostom pardonne ses prisonniers et se dirige vers Veré, mais Nodar Tsitsichvili s'enfuit de nouveau. La forteresse est entièrement détruite, le roi capture la femme et les enfants du comte rebelle, puis fait base à Tskhireti. Rostom retourne le lendemain à Gori et se tourne contre d'autres nobles : Kaïkhosro Baratachvili, courtier de la reine Mariam, est assassiné et ses fils sont emprisonnés à Gori, Georges Gotchachvili est exilé en Kakhétie et Iotam Amilakhvari, craignant l'armée de Rostom, se réfugie en Iméréthie. Quant à Nodar Tsitsichvili, il se fortifie à Mdzovreti tandis que ses domaines, le Satsitsiano, sont ravagés par le roi. Bientôt, Rostom met siège sur Mdzovreti mais après une semaine sans résultat, le 6 janvier 1640, la mère de Tsitsichvili obtient du roi un droit de passage sûr vers Akhaltsikhé, en territoire ottoman,.
La révolte de Nodar Tsitsichvili de 1639-1640 échoue mais Rostom, distrait par le Siège de Mdzovreti, ne voit pas le début d'une invasion par Teïmouraz, celui-ci encouragé par le catholicos Eudème. Le 6 janvier 1640, Teïmouraz atteint Moukhran et Rostom est obligé de retourner à Gori pour préparer sa défense. Quand une force persane arrive en aide à Rostom, Teïmouraz retourne vers la Kakhétie, tout en perdant de nombreuses troupes aux mains de Vakhtang II de Moukhran.

##### Teïmouraz aux portes de Tiflis
L'échec de l'invasion de Teïmouraz de janvier 1640 ne met pas un terme à la rébellion. Le 24 décembre, Iotam Amilakhvari et Zaal d'Aragvi réunissent leurs troupes à Akhalgori, préparant une attaque sur Mtskheta tandis que Teïmouraz attend lui-même à Sapourtslé avec sa garde. Rostom ordonne une conscription à Tiflis et débarque à Moukhran dans la soirée du 24 décembre, combinant ses forces à celles de Vakhtang II de Moukhran. Dans la matinée du 25 décembre, durant la messe de Noël, Rostom et Vakhtang attaquent Akhalgori, obligeant Amailakhvari et Zaal à s'enfuir. Le 26 décembre, Rostom libère ses prisonniers et retourne à Gori, où il passe l'hiver.
En 1642, un grand complot prévoit la proclamation de Georges Gotchachvili comme usurpateur, l'assassinat de Rostom et le retour final de Teïmouraz par Zaal d'Aragvi, le catholicos Eudème, le prince Revaz Baratachvili, et Korkhmaz Beg, mélik d'Arménie,. Alexandre III d'Iméréthie et Kaïkhosro de Gourie soutiennent également les conspirateurs. Bientôt, Teïmouraz entre en Karthli, passe par Kaspi et arrive aux portes du quartier de Metekhi à Tiflis,, attendant le meurtre de Rostom, qui passe alors l'hiver au village de Tskhireti, alors que Gotchachvili se dirige vers Gori. À la dernière minute, Korkhmaz Beg trahit le complot et avertit le roi, qui quitte la capitale et se barricade à Gori. Teïmouraz est obligé de retourner en Kakhétie,.

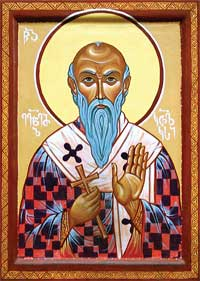
Le catholicos Eudème est canonisé par l'Église orthodoxe géorgienne à la suite de son assassinat.

Le complot de 1642 est largement puni par Rostom. Gotchachvili est aveuglé, le prince Jean Saakadzé s'enfuit en Kakhétie avec Revaz Baratachvili et son frère Zourab est emprisonné, l'abbé de Largvissi, fils de Zaal, est également mis en prison. Le catholicos Eudème est d'abord condamné à une peine de prison mais est défenestré par sa garde musulmane, mettant ainsi fin à l'indépendance de l'Église orthodoxe géorgienne. Rostom nomme pour le remplacer Christophe Ordoubegachvili. Le roi ravage les domaines d'Iotam Amilakhvari, brûlant la forteresse de Tskhvilo, et cesse sa campagne qu'après avoir reçu l'allégeance du rebelle. D'autres sont aveuglés ou exécutés, tandis que le roi confisque les domaines de nombreux petits nobles. Le nouveau chah persan, Abbas II, félicite Rostom en lui envoyant une couronne, un bonnet, un sabre d'or, un khalat impérial et un cheval.
Abbas II envoie vers la fin de 1642 une grande armée pour venir en aide à Rostom, composée de troupes d'Azerbaïdjan, du Chirvan, du Karabakh et d'Erevan et dirigée par l'émir Adam Andronicachvili, neveu de Rostom. Le roi et Andronicachvili marchent ensemble sur la Kakhétie mais souffrent une défaite lors de la Bataille de Magharo de 1643. Cette défaite n'endommage toutefois pas la puissance de Rostom et quand les Persans menacent de ravager la Kakhétie, Teïmouraz demande la paix,. À l'ouest, Rostom traverse la chaîne de Likhi et annexe les marches frontalières de l'Imérétie pour punir la participation d'Alexandre III dans le complot.

Teïmouraz et Khorassan.

L'arrivée d'Adam Andronicachvili et l'échec du complot de 1642 non seulement renforcent Rostom, mais confirment aussi que l'arrivée au trône d'Ispahan d'un nouveau chah ne risque pas d'endommager le statut favorable de Rostom auprès du gouvernement séfévide. Quand Teïmouraz est vaincu en 1643, Ana Khanoum Tsitsichvili, fille de Nodar et épouse de Zaal d'Aragvi, supplie le roi de pardonner sa famille. Nodar Tsitsichvili retourne d'Akhaltsikhé et est retourné dans ses domaines après avoir embrassé les pieds du roi. Quant à Zaal d'Aragvi, il est envoyé à Ispahan pour jurer son allégeance au chah qui lui offre non seulement un pardon royal, mais aussi des villages en Perse.

##### Conquête de la Kakhétie
La victoire de 1643 autorise Rostom à mettre un terme aux révoltes de la grande noblesse de Karthli. Zaal d'Aragvi, Iotam Amilakhvari, Nodar Tsitsichvili et Revaz Baratachvili sont tous pardonnés et s'allient au roi, isolant Teïmouraz de plus en plus. Quand Zaal retourne en Géorgie en 1645, Teïmouraz confisque ses domaines en Kakhétie et Rostom, au lieu d'attaquer son voisin, confisque les domaines de Roïn Djavakhichvili, le fait aveuglé et offre sa principauté comme compensation à Zaal. Parallèlement, Ispahan nomme Adam Andronicachvili comme gouverneur de la Kakhétie en 1644, divisant le royaume. Toutefois, une intervention diplomatique de la Russie empêche la Perse d'autoriser une invasion totale de la Kakhétie.
En 1647, le gouvernement séfévide et Rostom sont décidés de se débarrasser de Teïmouraz. Un juge nommé par Andronicachvili condamne Teïmouraz du meurtre de Semaïoun Khan, neveu de Rostom, en 1630. Les deux rois acceptent de négocier via une équipe de 16 médiateurs : deux nobles et deux religieux venant d'Iméréthie, de Mingrélie, de Gourie et d'Akhaltsikhé. Ceux-ci obtiennent un accord de paix de deux ans, ainsi que la remise des villages de Gavazi et de Kisikhevi à Rostom. Après un an de tensions, Teïmouraz reprend possession des deux villages en 1648, donnant à Rostom l'excuse qu'il attendait pour envahir la Kakhétie,,.
En Karthli, Rostom, pourtant musulman, prie dans la cathédrale de Svetistskhoveli avant son invasion et rassemble ses troupes avec celles de Vakhtang de Moukhran et de Zaal d'Aragvi. En Kakhétie, Teïmouraz se prépare en rassemblant son armée à Tianeti mais une division au sein de sa cour l'empêche d'unifier ses forces et une partie de l'armée kakhétienne reste dans la province d'Ertso. Le prince royal David Bagration, dernier fils vivant de Teïmouraz, défend le sud du royaume. L'armée karthlienne lance une invasion de la Kakhétie sur deux fronts : Vakhtang et Zaal avancent sur Tianeti, tandis que Rostom et ses Persans se dirigent vers la position de David. Lors de la Bataille d'Oughlissi, Vakhtang de Moukhran tue par coup de fusil Revaz Tcholoqachvili, le Premier ministre de Teïmouraz, ce qui oblige les Kakhétiens de se disperser et donnant une victoire décisive aux Karthliens. Les têtes décapitées des Kakhétiens tués à Oughlissi sont exposés dans la cathédrale de Sioni de Tiflis par décret royal. Parallèlement, Rostom affronte David Bagration lors de la Bataille de Magharo et massacre les troupes kakhétiennes, tuant David lui-même. La tête de David sera plus tard offerte au chah Abbas II.

Le prince David de Kakhétie, tué lors de la Bataille de Magharo.

La double victoire de Rostom à Oughlissi et Magharo marque la victoire finale du roi sur son ancien ennemi. Rostom met alors siège sur la résidence de Teïmouraz en Kakhétie intérieure. Voyant une défaite décisive de ce dernier, la noblesse de Kakhétie prête son allégeance au roi de Karthli et offre même de lui livrer Teïmouraz, tandis qu'Isa Khan Bortchalou, khan de Loré, insiste sur son exécution. Toutefois, quand la reine Khorassan de Kakhétie rencontre Rostom pour lui demander de les épargner et de les laisser vivre au monastère d'Alaverdi, le roi envoie la requête à Ispahan. Avant de recevoir une réponse, Rostom offre à Teïmouraz, Khorassan et leur suite un passage sûr vers l'Iméréthie, sous la protection du catholicos Christophe et avec 500 chevaux et mulets et 500 tomans,.
Les historiens modernes voient dans la décision de Rostom d'épargner son ennemi après 16 ans de guerre non pas comme un acte de chevalerie mais comme une épreuve stratégique de la part de Rostom. Selon Nodar Assatiani et Avtandil Tsotskolaouri, l'existence de la menace de Teïmouraz est la première garantie envers l'autonomie de Rostom et ce dernier craint que sans son ennemi, la Géorgie orientale serait directement annexée par Ispahan,. Ce n'est qu'en Iméréthie que Teïmouraz apprend la mort de son fils David et entre en deuil, mais ne parvient pas à convaincre Alexandre III de lancer une invasion de la Karthli, ce dernier craignant Léon Dadiani. En 1653, Teïmouraz envoie une ambassade en Russie pour demander son intervention militaire contre Rostom, mais le tsar Alexis Ier refuse à cause de la Guerre russo-polonaise de 1654-1667.
La conquête de la Kakhétie par Rostom fait de lui « Roi des rois de Karthli et de Kakhétie », unifiant les deux royaumes géorgiens au sein d'une union reconnue par le chah qui lui envoie en cadeau une nouvelle couronne, une épée incrustée de pierres précieuses, une cravate, un khalat et un cheval avec un harnais d'or. Rostom offre à Zaal d'Aragvi les provinces d'Ertso, Tianeti et Kherki, faisant de lui de facto gouverneur de Kakhétie, une décision applaudie par la noblesse locale. Après 1648, Rostom épargne la petite noblesse de Kakhétie et confirme via décrets royaux les fiefs de nombreux anciens alliés de Teïmouraz, tel que Paata Lomkatsichvili, seigneur d'Antoki.

#### Diplomatie

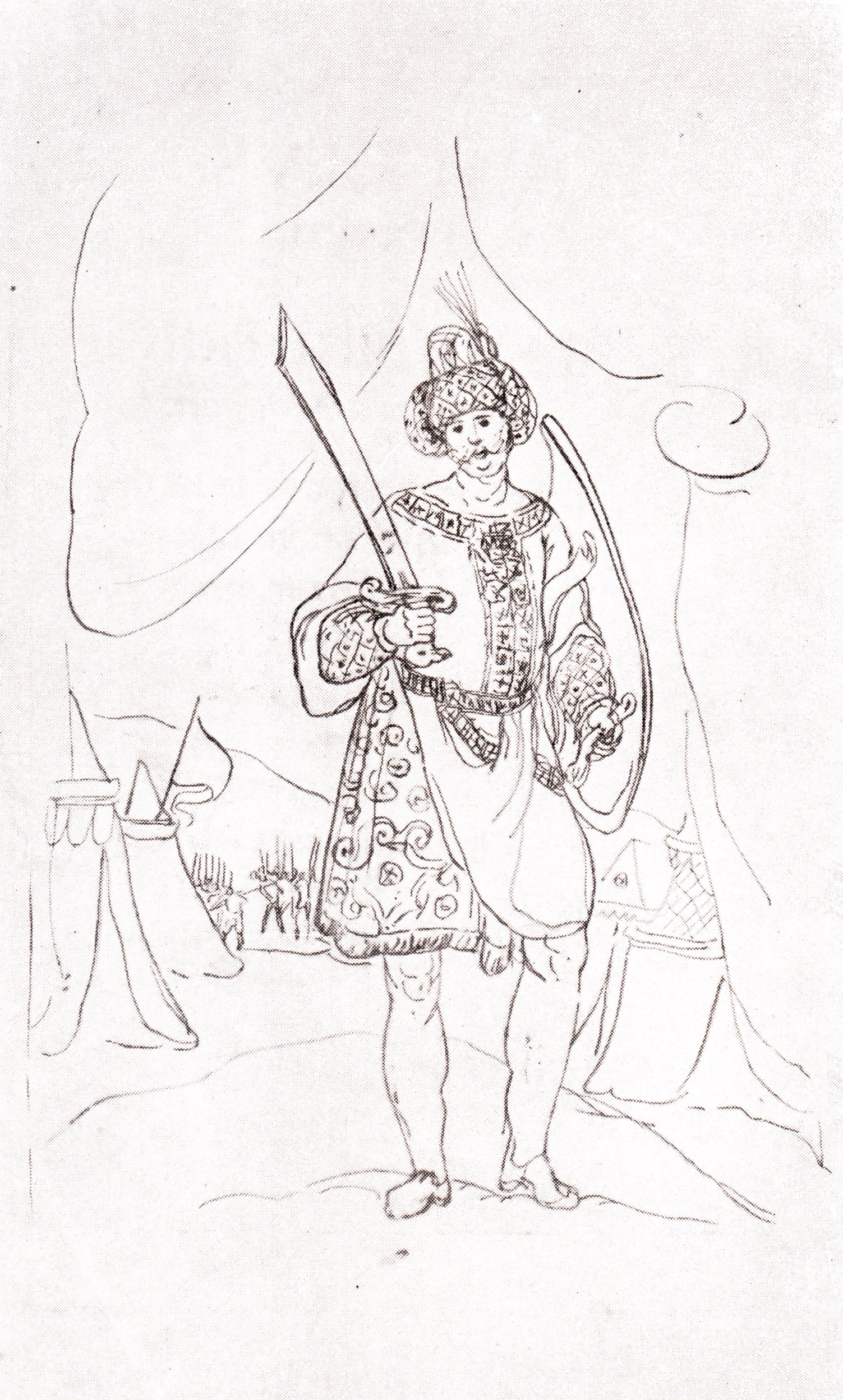
Esquisse de Rostom Khan par Don Cristoforo De Castelli.

À travers son règne, Rostom sert comme un vassal fidèle de la Perse, payant un tribut annuel et envoyant régulièrement des troupes pour participer aux nombreuses campagnes militaires du chah. C'est ainsi qu'en 1648 et en 1651, un contingent géorgien mené par Zaal d'Aragvi fait partie de l'invasion persane du Kabardino. En 1639, le Traité de Qasr-i-Chirin ne fait que confirmer la domination de la Perse sur la Karthli, tout en atténuant les projets de réunification de la Géorgie. Toutefois, Rostom, en tant qu'ancien protecteur du chah Séfi Ier, est donné une grande autonomie sur les affaires internes du royaume. De plus, la guerre d'Abbas II contre l'empire moghol en 1648-1653 autorise Rostom à devenir encore plus indépendant.
À la suite du traité de 1639, Rostom se rapproche des pachas ottomans d'Akhaltsikhé, menant à une paix générale entre Tiflis et les Turcs. Cette stratégie bénéficie de plus Rostom en garantissant que les Ottomans ne viendront pas en aide à Teïmouraz durant la guerre de 1648. La diplomatie agile du roi protège la Karthli malgré une situation géopolitique difficile, qui comprend la guerre ottomano-persane de 1623-1639, la guerre russo-persane de 1651-1653 et les tensions ottomano-russes des années 1640-1650.
En 1640, la Russie met sous sa protection officielle la Mingrélie et l'Iméréthie, mais n'ose pas faire de même avec la Karthli, craignant que des tensions avec la Perse n'endommagent la route commerciale du Daghestan. Il semble toutefois que Rostom ait eu son propre ambassadeur, un certain Mehmed Khan Beg, en Russie en 1652,. Cette ambassade a été largement ignorée par les sources géorgiennes contemporaines, mais elle reste connue via une description détaillée par les officiels russes de la cour d'Alexis Ier. Elle arrive à Terek dans le nord-Caucase en juillet 1652, à Astrakhan le 21 août, le 3 décembre à Saratov puis le 30 janvier 1653 à Moscou. Un certain Papouna, qui travaille pour le déchu Teïmouraz, tente à bloquer la route de Mehmed Khan Beg à de nombreuses reprises, mais en vain. L'objectif de l'ambassade de Rostom n'est pas connu mais est vu comme une ouverture directe envers Moscou, soit pour négocier une division des sphères d'influence commerciale en Ciscaucasie ou encore pour poser une compétition à l'influence de Teïmouraz auprès de la cour du tsar. Encore une autre théorie voit dans cette ambassade une tentative par la Perse de communiquer avec Moscou durant la guerre de 1651-1653 : une ambassade persane avait été bannie en 1650 d'Astrakhan et Rostom, comme roi géorgien, sert peut-être d'intermédiaire. L'historien Roïn Metreveli suppose que cette ambassade est non seulement connue par la Perse, elle est planifiée par Ispahan.
En 1652, Arsène Soukhanov, envoyé russe au Moyen-Orient, retourne en Russie et passe par Tiflis. C'est dans la capitale royale que l'une des rencontres les plus mystérieuses du règne de Rostom se déroule. Soukhanov est invité à un banquet par le catholicos Christophe et l'archevêque de Tiflis, deux proches alliés du roi. Durant ce dîner, selon le récit de Soukhanov, le catholicos confie au diplomate russe un message pour le tsar selon lequel Rostom serait prêt à accepter la suzeraineté de la Russie,,. Les deux religieux décrivent une campagne militaire dans laquelle Rostom fournirait 24 000 soldats de Karthli et 12 000 de Kakhétie pour ouvrir un passage à l'armée russe au Daghestan, à la suite de quoi la Russie envahirait la Kakhétie puis la Karthli,. Le lendemain, Rostom rencontre lui-même Soukhanov et discute de l'ambassade de Mehmed Khan Beg et lui offre une escorte jusqu'à Terek. À la suite de son départ, Arsène Soukhanov est questionné à Gandja et Chamakhi par des agents persans sur la nature de sa rencontre avec Rostom. Ce n'est que grâce à l'intervention de Rostom que Soukhanov parvient à retourner en Russie via Chamakhi.
Le 13 août 1653, Ivan Danilov, un peintre religieux russe qui travaille à la cour de la reine Mariam, envoie un message via le marchand arménien Chechou à Nicolas Tolotchanov, l'ambassadeur russe en Iméréthie, décrivant des secrets d'État au sujet de Rostom sous sa possession, ainsi que ce qu'il décrit comme un complot anti-russe par Teïmouraz en Iméréthie,. En réalité, Danilov agit selon les demandes de Rostom lui-même et devient le lien secret entre la cour royale et l'ambassade russe à Koutaïssi. L'image venant de ces contacts est une démontrant un désir secret par Rostom d'entrer en contact avec Moscou sans offenser ses suzerains séfévides.

Carte du royaume unifié de Karthli et Kakhétie.

La Russie ne répond jamais aux demandes de Rostom mais il est clair que les liens entre Teïmouraz et la Russie disparaissent après la diplomatie de Rostom. Il est toutefois peu probable que Rostom, après des décennies de service fidèle envers la Perse, est choisi de trahir son suzerain au bénéfice d'un empire chrétien. En réalité, selon de nombreux historiens modernes, ces différentes tentatives d'ouvertures par Rostom ne constituent pas un coup diplomatique contre la Perse mais une stratégie calculée et sous la bénédiction d'Abbas II,,. Le fait est que le seul résultat de ces relations est la rupture de l'alliance entre Teïmouraz et la Russie et il est possible que cela ait été la vraie cible de Rostom. Une ambassade en Russie des tribus géorgiennes montagnardes de Kakhétie demandant le retour de Teïmouraz est ainsi refusée, tandis que la visite de Teïmouraz à Moscou en 1658 n'aboutit à rien.
L'étendue de l'influence de Rostom en Russie est peu connue. L'historien David Marshall Lang mentionne l'existence d'un espion du roi géorgien à la cour du tsar Alexis. Des câbles diplomatiques dans les années 1650 parlent d'un réseau d'espionnage créé par Rostom et opérant à travers le Caucase russe.

#### Dernières années

##### Problèmes de succession
L'absence d'héritier de Rostom entretient une crise constante à Tiflis, la noblesse craignant un retour au chaos après la mort du roi âgé. En 1639, le roi choisit le prince Louarsab Bagration, un petit-fils de Simon Ier, vivant à Ispahan et envoie une requête officielle à la cour du chah pour l'adopter. Au début de 1641, la Perse accepte et Louarsab devient l'héritier officiel à la couronne karthlienne. Il épouse Tamar Andronicachvili, fille de l'émir Adam, en 1649 et est de plus en plus associé au trône, notamment lors des visites régionales du roi. La noblesse géorgienne a toutefois du mal à accepter un autre prince musulman élevé à Ispahan comme futur monarque. D'autres craignent que le jeune Louarsab, une fois sur le trône, centralise le royaume encore davantage que Rostom. Une partie de la noblesse organise un complot contre l'héritier.

En 1652, lors d'une chasse dans la forêt de Qaraïa, Louarsab est touché au cou par une balle du fusil du seigneur Baïdour Toumanichvili. Rostom, alors en séjour dans le nord de la Perse, retourne immédiatement en Géorgie et trouve son fils adoptif sur son lit de mort. La dernière conversation entre les deux hommes est consignée par Pharsadan Gorguidjanidzé : 
« Rostom : Qui était placé du côté d'où tu as reçu le coup de feu ? Sais-tu qui a tiré le coup ?
Louarsab : Si je guéris, je trouverai bien celui qui m'a frappé ; si je succombe, soyez heureux et faites ce qui vous conviendra. »
 Louarsab meurt vers minuit dans les bras du roi et son corps est ramené à Tiflis dans une concession menée par Rostom. Un deuil national est déclaré et le couple royal reste auprès du corps de Louarsab dans son palais personnel d'Avlabari jusqu'à ses funérailles. Il est finalement enterré à Ardabil dans une cérémonie islamique.
À Tiflis, le noble Chioch Baratachvili accuse publiquement Toumanichvili de meurtre et demande un jugement par duel. Dans les coulisses du palais, le combat est vu comme un affrontement entre le parti royal, qui soutient Baratachvili, et l'influente communauté arménienne de Tiflis, qui soutient Toumanichvili. Des rumeurs disent que les officiels persans de la capitale soutiennent également Toumanichvili. Le combat se déroule devant le palais royal et Toumanichvili en sort victorieux. En Perse, la mort de Louarsab inquiète la cour séfévide, qui craint la puissance d'une noblesse chrétienne avec le pouvoir de tuer l'héritier à la couronne sans ramification légale. Une crise diplomatique culmine quand l'ambassade karthlienne auprès du chah Abbas II prédit une révolte populaire dans le cas d'une enquête d'Ispahan sur la mort de Louarsab.

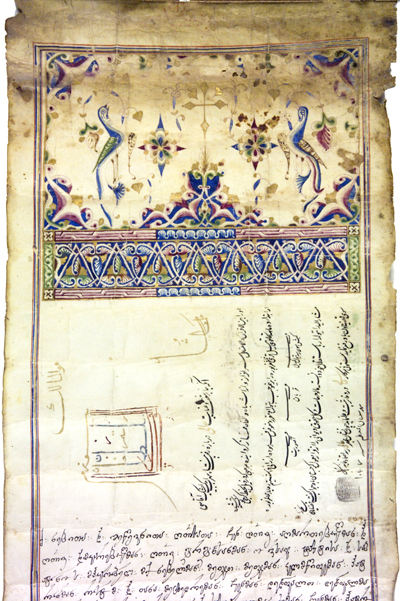
Décret de Rostom datant de 1657.

Après Louarsab, Rostom envisage l'adoption de Vakhtang Bagration, frère de Louarsab, gouverneur de Qazmin et le choix favori de la Perse. L'ambassadeur géorgien Tourman demande au chah la permission d'une nouvelle adoption et à Tiflis, Tamar Andronicachvili, veuve de Louarsab, est considérée comme future épouse du prince. Toutefois, la mère de Vakhtang refuse l'adoption, craignant un sort similaire à celui de Louarsab. Au début de 1653, Vakhtang meurt d'une maladie, possiblement empoisonné par des agents de Rostom.
Finalement, en 1653, le roi choisit le prince Vakhtang II de Moukhran comme son héritier. Celui-ci, musulman mais élevé en Géorgie et proche de la communauté chrétienne de Karthli, est rapidement accepté par la Perse, qui le nomme Chah Navaz Khan lors d'un séjour à Ispahan. Quand Vakhtang de Moukhran retourne en Géorgie, Rostom lui offre des domaines dans le Savakhtaago et le nomme administrateur du royaume. Le roi, qui a alors 88 ans, laisse son nouvel héritier contrôler les affaires quotidiennes du royaume. Afin de consolider sa position, Vakhtang organise les mariages de son fils Artchil à la fille de Nodar Tsitsichvili et de sa fille à Zourab Sidamoni, fils de Zaal d'Aragvi.

##### Bouleversement en Mingrélie
À travers le règne de Rostom, la Géorgie occidentale est en guerre continuelle entre le roi Alexandre III d'Iméréthie et Léon II de Mingrélie, qui est soutenu directement par la Karthli. En février 1646, Léon II capture le prince Mamouka Bagration, le jeune frère d'Alexandre III qui en 1635 était considéré comme héritier potentiel de Rostom. Sur les demandes d'Alexandre III, Rostom tente de négocier la libération de Mamouka quand celui-ci est aveuglé en 1651. Toutefois, Léon Dadiani ne libère jamais Mamouka, au mécontentement de Rostom. Quand le prince de Mingrélie demande en 1653 l'envoi de Pharsadan Gorguidjanidzé comme vizir, Rostom refuse. En 1654, Mamouka meurt après des années de torture et Rostom maudit Léon II avec l'accord de la reine Mariam (elle-même sœur de Léon). L'aide militaire de Tiflis est interrompue.
Lorsqu'en 1657, Léon II meurt, il est remplacé sur le trône mingrélien par son neveu, Liparit III Dadiani. Rostom restaure l'alliance militaire et envoie des troupes du Satsitsiano, Saavalichvilo et Sabaratiano pour venir en aide à Liparit III. En juin 1658, à la Bataille de Bandza, les troupes karthliennes sont vaincues par Alexandre III et Rostom est obligé de racheter la liberté de ses soldats avec de l'or. À la suite de la défaite de Bandza, Rostom envoie Vakhtang de Moukhran et Zaal d'Aragvi avec une armée contre l'Iméréthie, mais des désaccords entre les deux princes mettent fin à la campagne,. La guerre de 30 ansen Géorgie occidentale aboutit en une victoire de l'Iméréthie, qui affirme son hégémonie sur la région.

##### Fin de règne
En 1653, Rostom tombe gravement malade et la cour royale attend sa mort, comme le montre l'ambassade de Zaal d'Aragvi auprès du chah. Le roi survit cette année, mais commence à organiser sa succession. En 1656, il nomme Guivi Amilakhvari, fils d'Iotam, général des forces armées de Karthli et fait de sa famille la plus puissante de Géorgie orientale, donnant aux Amilakhvari le droit de collecter des impôts à travers le royaume. La même année, la Perse nomme une nouvelle fois Selim Khan comme gouverneur de Kakhétie et Rostom garantit un partage de pouvoir dans la province entre celui-ci et Zaal d'Aragvi,. Quand le prince Nicolas Bagration, petit-fils de Teïmouraz, est envoyé en Russie en 1651-1652, sa suite est attaquée et massacrée par des agents de Rostom en Tcherkessie.
En 1657, le parti anti-géorgien d'Ispahan profite de la faiblesse du roi pour tenter une invasion de la Karthli. Mohammad Beg, qollar-aghassi de l'armée persane, et le gouverneur de l'Azerbaïdjan lancent des rumeurs sur la mort de Rostom et une révolte supposée des nobles géorgiens contre la Perse, ils amassent des troupes aux frontières géorgiennes. Ce n'est que grâce à un envoyé spécial du chah qu'Ispahan découvre la vérité et oblige Mohammad Beg à retourner en Perse.
Le 16 novembre 1658, Rostom Khan meurt à l'âge de 91 ans au palais royal de Tiflis. Dans la capitale, un conflit de succession se prépare entre Vakhtang et Zaal, tandis que les officiels persans sécurisent rapidement les trésors royaux auprès de la reine Mariam. Rostom est enterré dans la capitale religieuse de la Perse, Qom, non loin de la tombe du chah Abbas le Grand.

## Famille

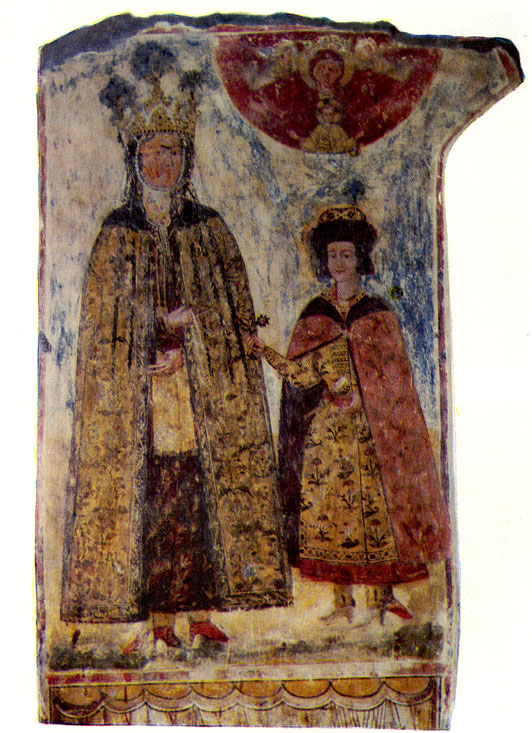
La reine Mariam et son fils Otia Gourieli.

Rostom Khan est le fils illégitime de David XI (Daoud Khan), roi de Karthli, et de sa concubine, une servante de Chindissi. Il a un demi-frère, qui devient le roi Bagrat VII en 1615-1619, et une demi-sœur qui épouse le prince Teïmouraz Bagration, petit-fils de Louarsab Ier. Rostom épouse en premières noces la princesse Tinatine Djaqeli, fille de l'atabeg Manoutchar II de Samtskhé. Le sort de cette femme est inconnu et en 1633, il épouse Ketevan Abachichvili, fille du prince Gordjasp Abachichvili. Les Chroniques géorgiennes identifient Gordjasp comme un membre de la famille Abachidzé, mais cette théorie est réfutée par Cyrille Toumanoff.
Ketevan meurt dès 1633, et Rostom épouse, entre 1633 et 1635, Mariam Dadiani, sœur du prince Léon II de Mingrélie et l'épouse divorcée de Simon de Gourie. Rostom n'a aucun enfant connu, mais il adopte en 1641 Louarsab Bagration (mort en 1652) puis Vakhtang de Moukhran en 1653. Ce dernier devient le fondateur de la dynastie royale des Bagrations de Moukhran. Il élève également comme son propre fils le jeune Otia Gourieli, enfant du premier mariage de Mariam Dadiani. Élevé à la cour royale, Otia est fiancé à la fille de Zaal d'Aragvi mais meurt le 25 janvier 1645, menant à un deuil national de 12 jours.

## Héraldique
| Blason de Rostom (roi de Karthli) | Blason  | De gueules à un sceptre d'or et une épée d'argent passés en sautoir accompagné, affrontés en pointe, d'un lion couché d'or, les pattes antérieures brochantes sur le pied du sceptre et d'un taureau couché d'argent, une patte brochante sur le pommeau, le tout surmonté d'une ombre d'étoile rayonnante de 8 rais. |
| Blason de Rostom (roi de Karthli) | Détails | |

## Culture: entre islam et christianisme
Le règne de Rostom constitue un rare exemple d'une cohabitation pacifique entre un gouvernement musulman et une population largement chrétienne au XVIIe siècle. En effet, tandis que le roi est lui-même un musulman chi'ite qui reste fidèle aux principes de l'islam à travers sa vie, la population de Karthli est majoritairement chrétienne et dépend de l'Église orthodoxe géorgienne. C'est ainsi que Rostom est obligé de se faire bénir par l'Église avant d'épouser sa reine chrétienne Mariam, tandis qu'il signe ses décrets royaux sous les noms d'Allah et de Jésus-Christ. Sous son règne, les Chrétiens ne sont pas persécutés, mais les musulmans gagnent une large influence, un processus noté par l'historien Nikoloz Berdzenichvili dans le fait que les dirigeants de l'Église doivent être approuvés par Ispahan. À Tiflis, la polygamie devient acceptée, la musique persane remplace le folklore local, la littérature musulmane est largement promue et les habitants doivent porter des vêtements islamiques. Toutefois, malgré de nombreux efforts par la Perse, aucune mosquée ou médersa n'est construite dans la capitale, ce qui n'empêche pas Rostom de financer la construction de sites religieux islamiques dans le sud du royaume.
Tandis que Rostom est reconnu comme un vali de la Perse, il ne se retourne pas contre le mouvement national géorgien, voyant le nationalisme comme étant une garantie de son autonomie vis-à-vis du gouvernement du chah. La reine Mariam devient la protectrice de la culture géorgienne et de la religion orthodoxe, ce qui mène ses contemporains à la surnommer une « seconde Tamar », en l'honneur du monarque Tamar Ire de Géorgie, qui gouverne durant l'Âge d'or de la Géorgie médiévale au XIIIe siècle. Sous son égide, le gouvernement de Rostom fait reconstruire les monastères de Djvari, David Garedja, Alaverdi, Martqophi, Samtavro et Bodbé, l'église de Metekhi et les cathédrales de Sioni, Ourbnissi et Tsilkani. Les établissements orthodoxes deviennent des centres d'éducation qui étudient et copient la Bible et les hagiographies. Le Sadedophalo (apanages de la reine) est l'une des principales sources de revenus de l'Église orthodoxe. L'historiographie moderne considère ainsi les années 1630-1660 comme étant la renaissance de la culture orthodoxe en Géorgie, malgré la domination persane. Le biographe de Rostom raconte de même l'organisation d'une grande messe en 1653 par Rostom et Mariam en l'honneur des nobles tués durant l'invasion de la Kakhétie de 1648.

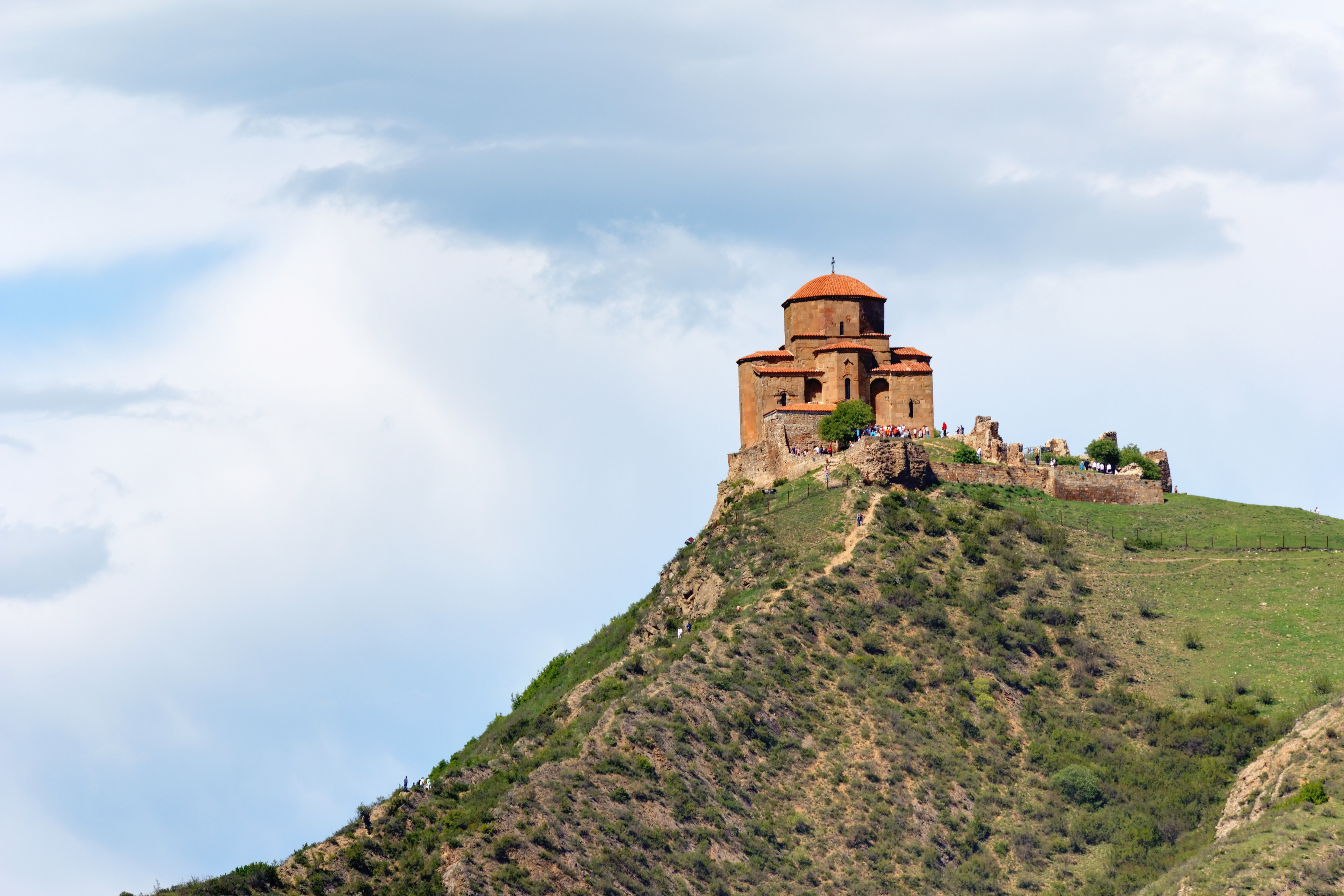
Monastère de Djvari.
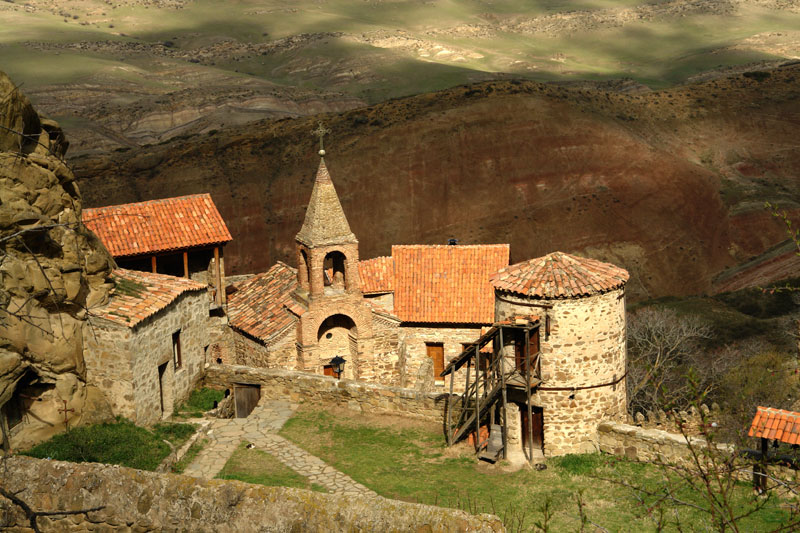
Monastère de David Garedja.
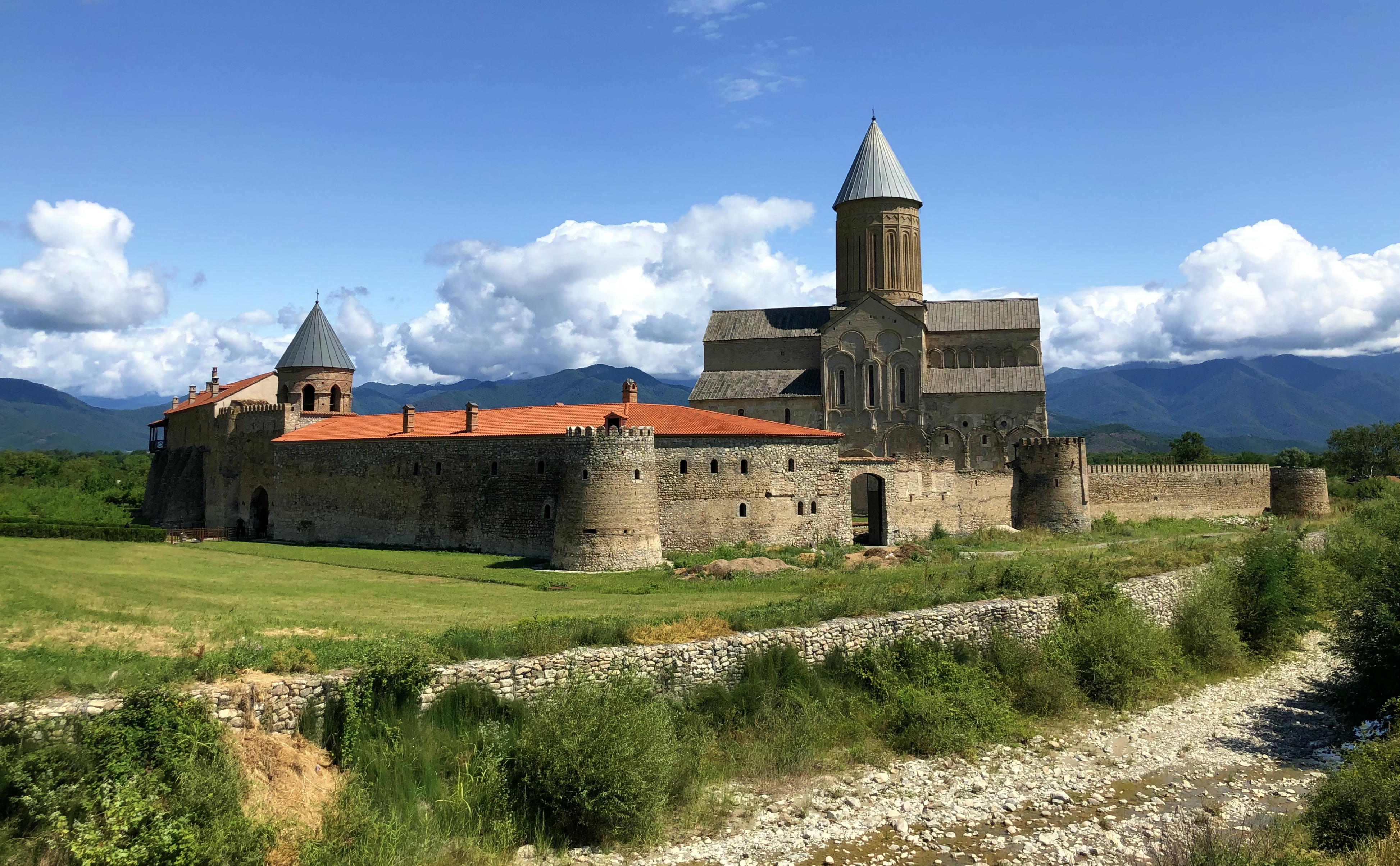
Monastère d'Alaverdi.
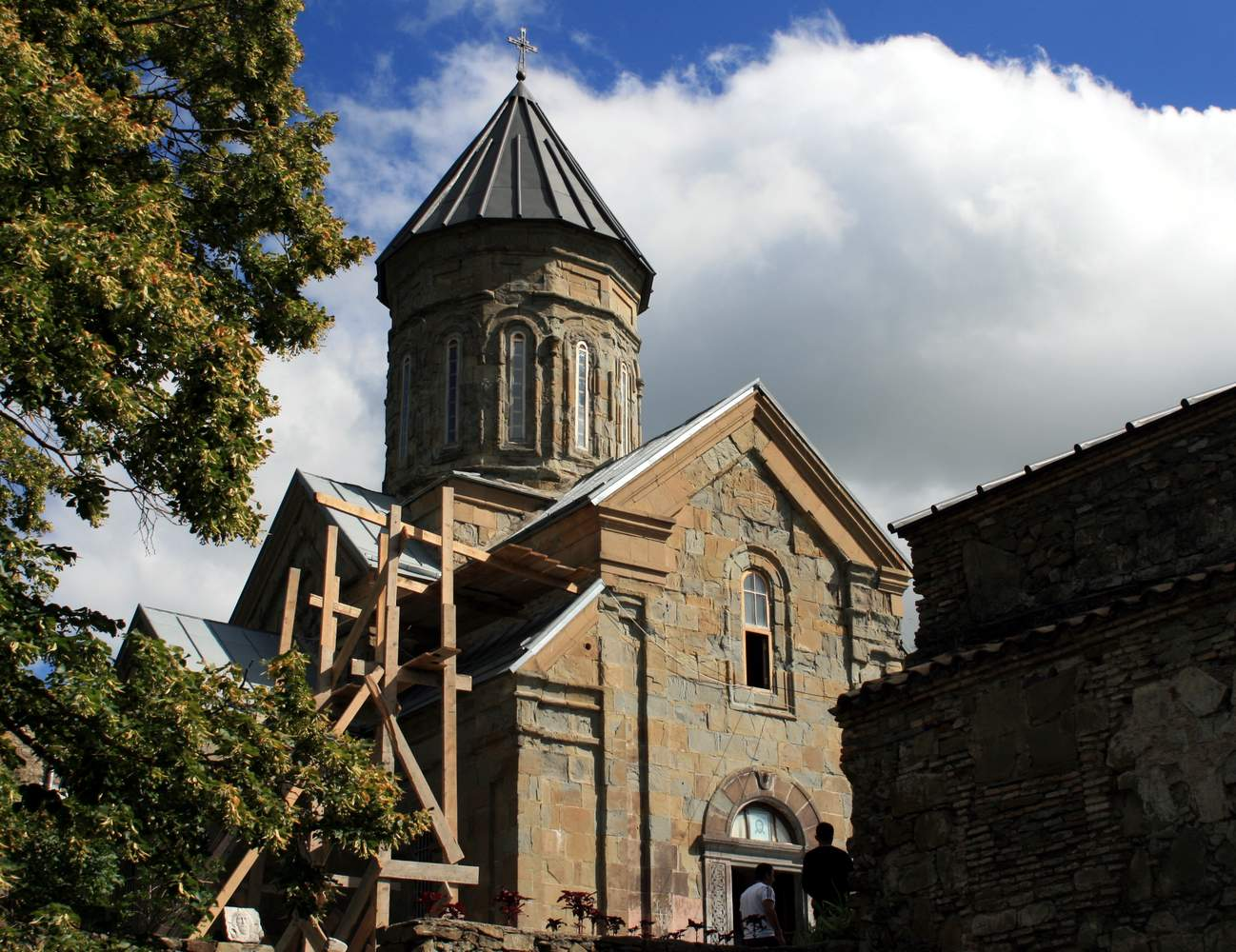
Monastère de Martqophi
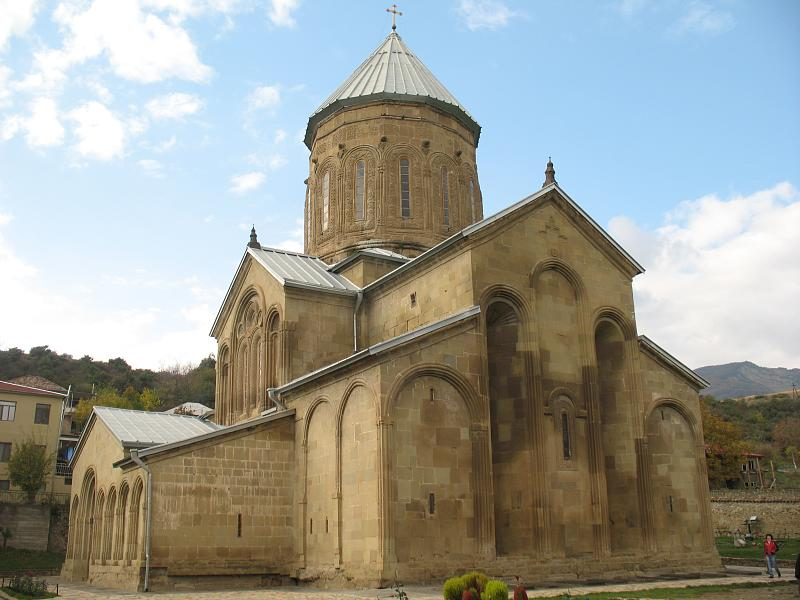
Monastère de Samtavro
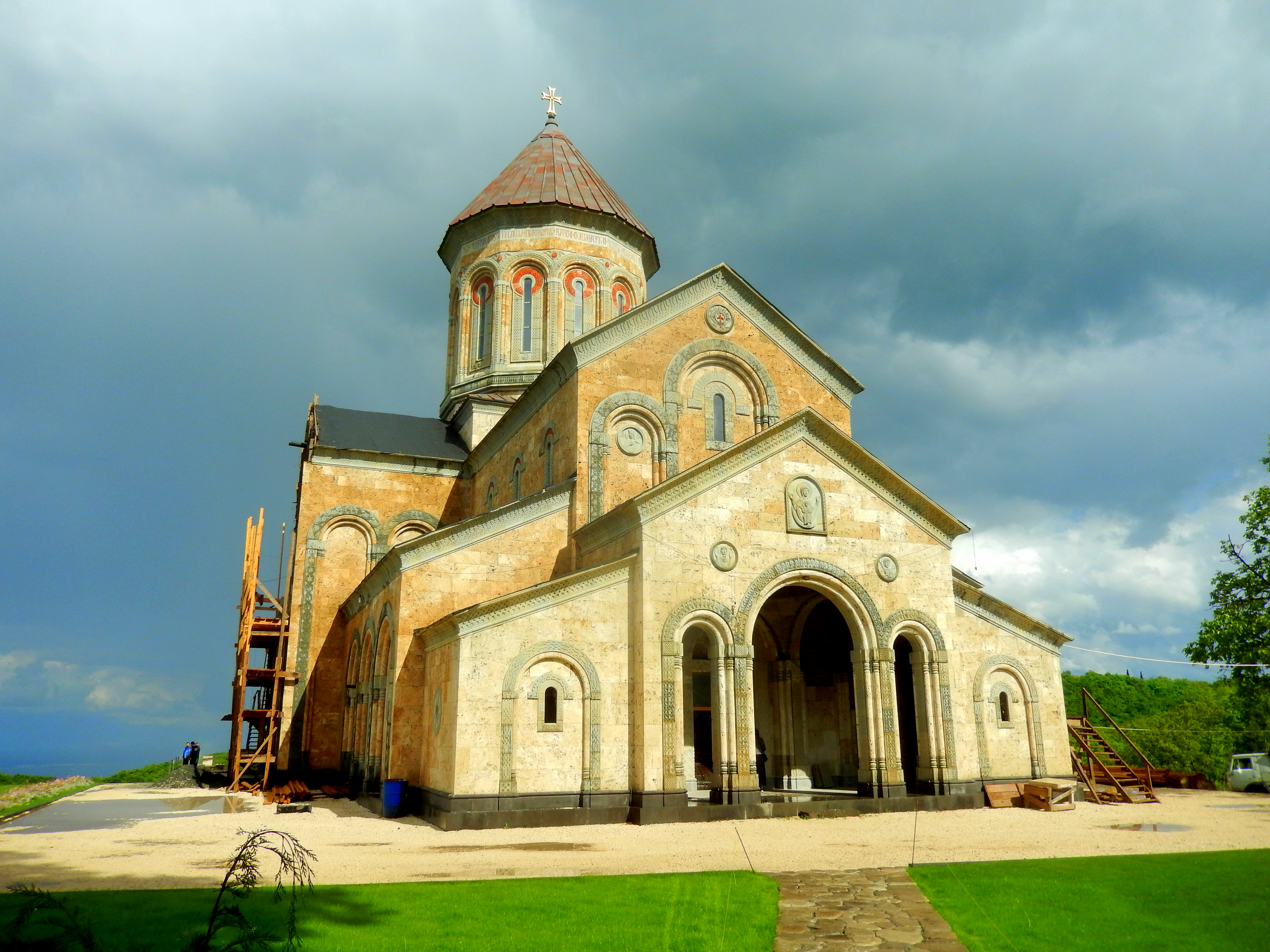
Monastère de Bodbé
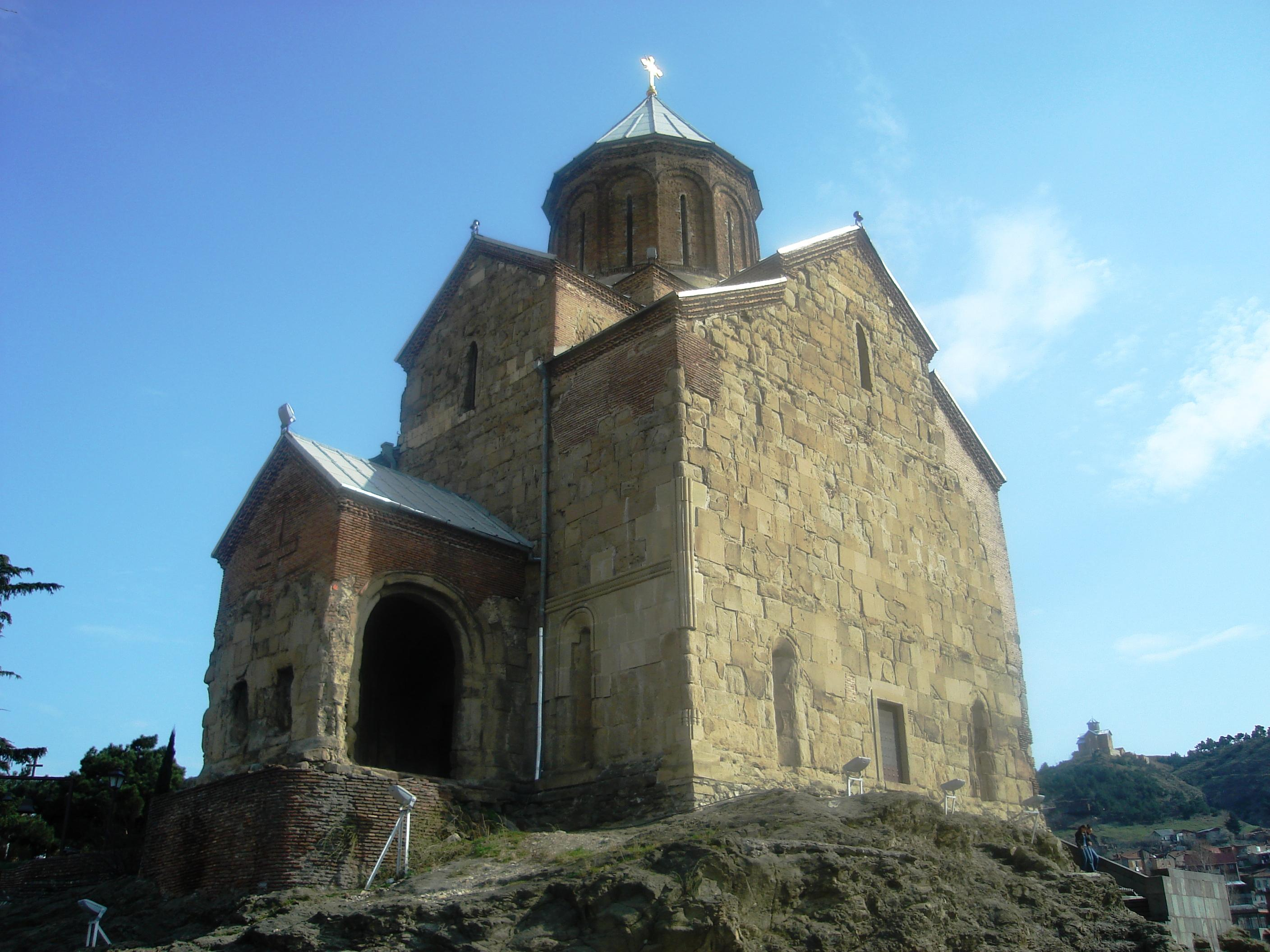
Église de Metekhi
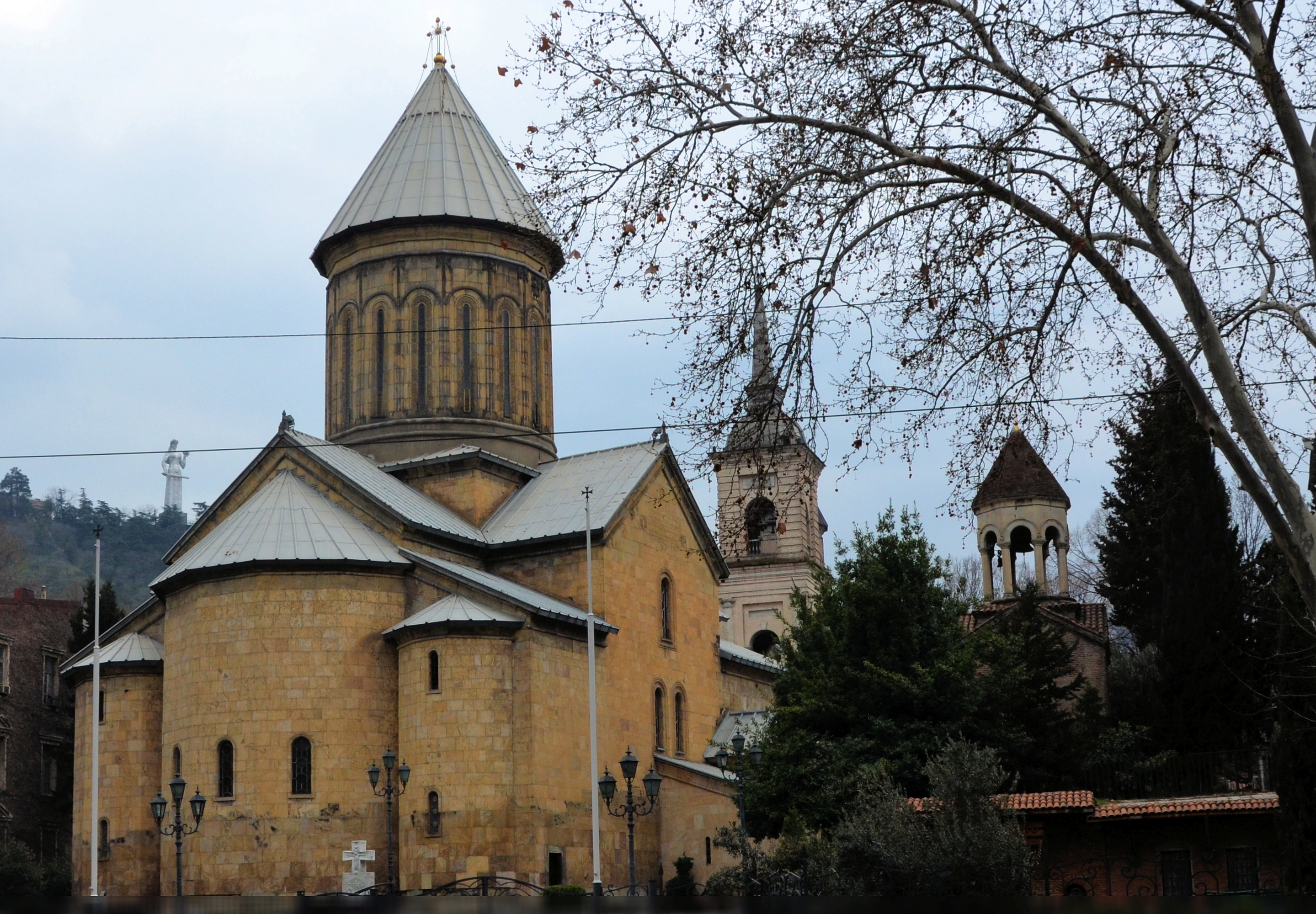
Cathédrale de Sioni
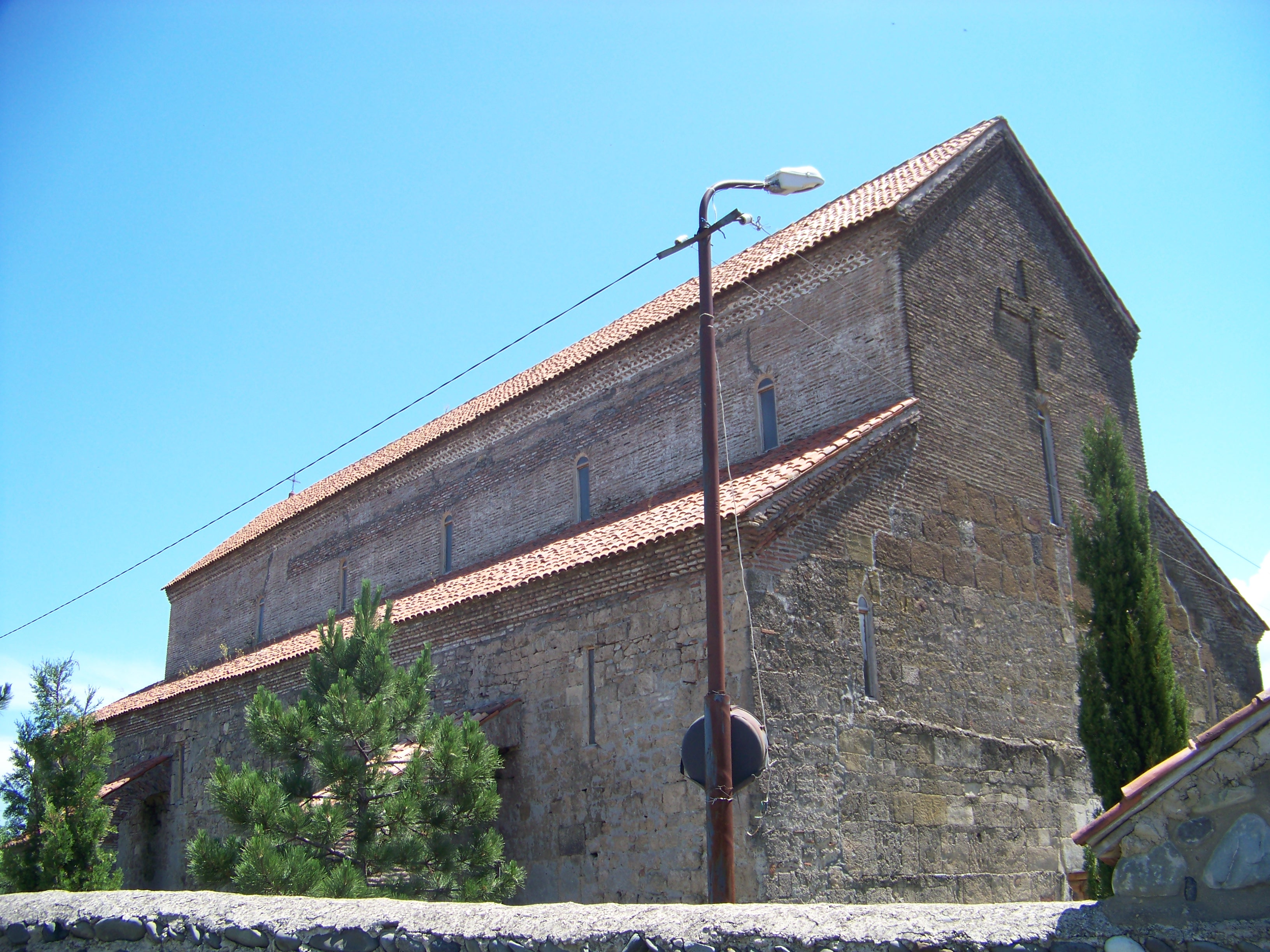
Cathédrale d'Ourbnissi
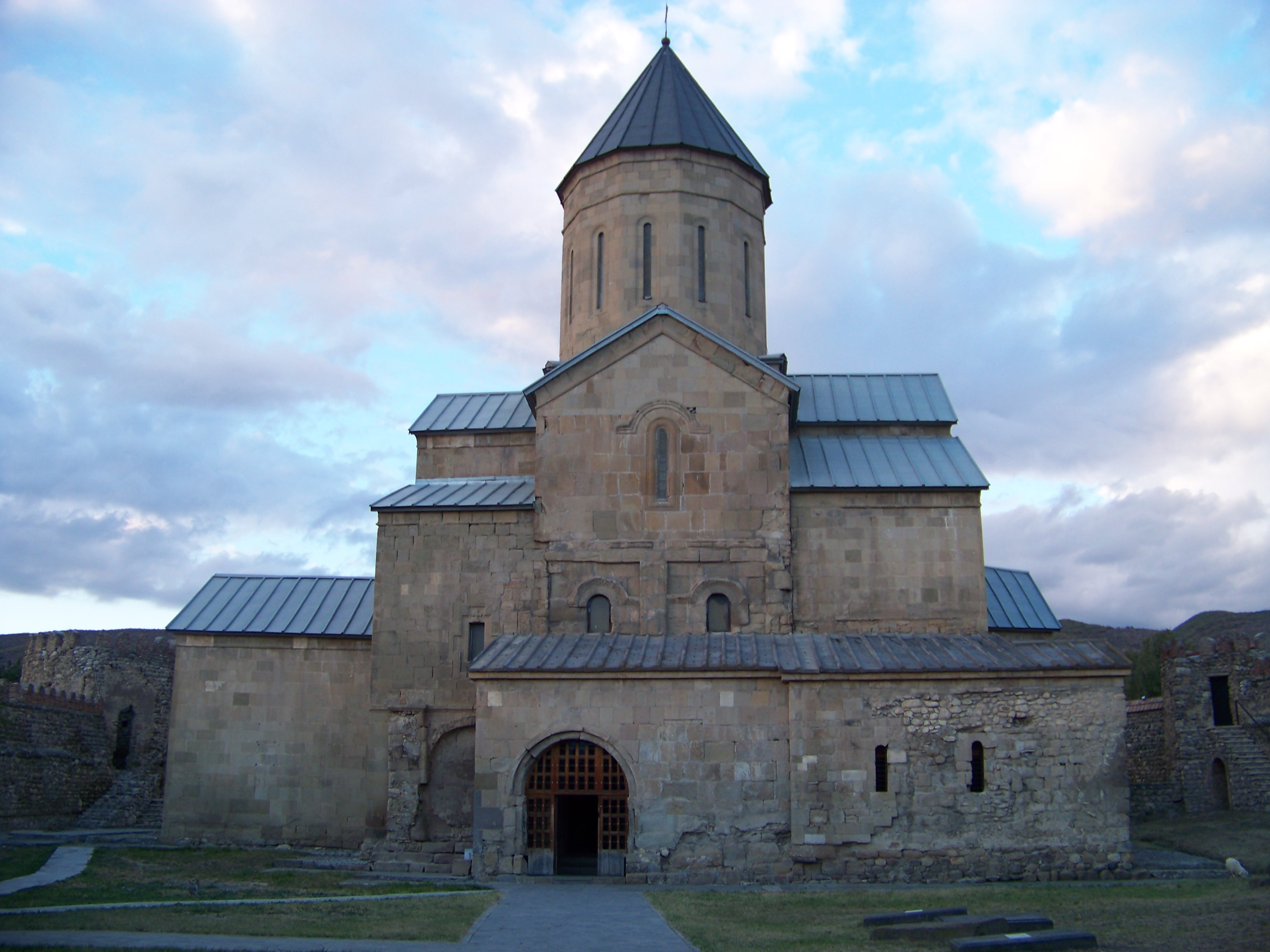
Cathédrale de Tsilkani
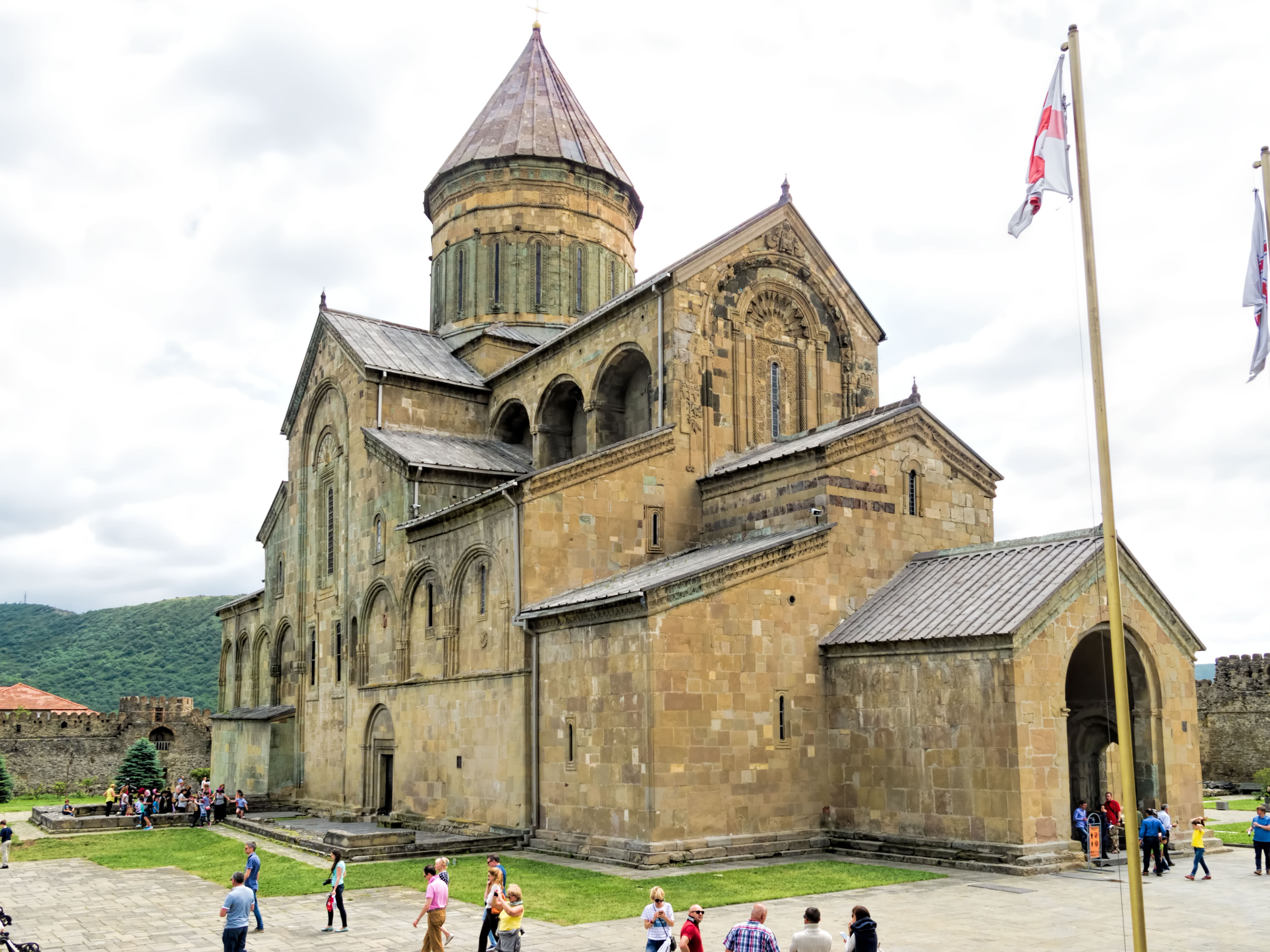
Cathédrale de Svetitskhoveli

La reconstruction de la cathédrale de Svetitskhoveli après l'effondrement de sa coupole en 1653 est accompagnée du retour au statut financier privilégié des grandes églises du pays : elles retrouvent le droit de prélever des impôts dans les villages et la famille royale donne à de nombreuses reprises le droit d'imposition sur certaines familles aux sièges du catholicossat, comme l'atteste l'« offrande » en 1645 de la famille noble Rousichvili de Rouissi par Rostom. À la suite de l'exécution du catholicos Eudème en 1642, ce n'est qu'après une élection et de nombreuses consultations avec les chefs religieux que Rostom nomme Christophe Ordoubeguidzé-Amilakhvari, un technocrate au sein de l'Église, comme nouveau catholicos. C'est ce même Christophe qui, en 1652, lors de sa rencontre avec l'émissaire russe Arsène Soukhanov, parle de la tolérance de Rostom envers les orthodoxes. Quand le pacha Rostom Djaqeli d'Akhaltsikhé commence à persécuter les chrétiens de Samtskhé après son arrivée au pouvoir en 1648, ceux-ci se réfugient avec de nombreux trésors en Karthli.
Ce mélange de coutumes islamiques et chrétiennes est constaté après les morts des princes Otia (1645) et Louarsab (1652). Quand Otia meurt, ses biens sont envoyés au Monastère de la Croix de Jérusalem, le village de Darbazi (aujourd'hui en Arménie) est offert à la cathédrale de Svetistskhoveli, où le jeune prince est enterré lors d'une cérémonie organisée par le catholicos, tandis que la reine Mariam, en deuil, est transportée de Mtskheta à Tiflis dans un cercueil, selon la tradition persane. Quand Louarsab, l'héritier à la couronne de Rostom, meurt dans un possible accident de chasse, toutes les églises du royaume organisent des messes, les mollahs de Tiflis proclament le takbir constamment pendant 24 heures et les soldats persans proclament un deuil officiel. Un décret royal durant la période de deuil demande à chaque religion de prier pour Louarsab selon leurs croyances.

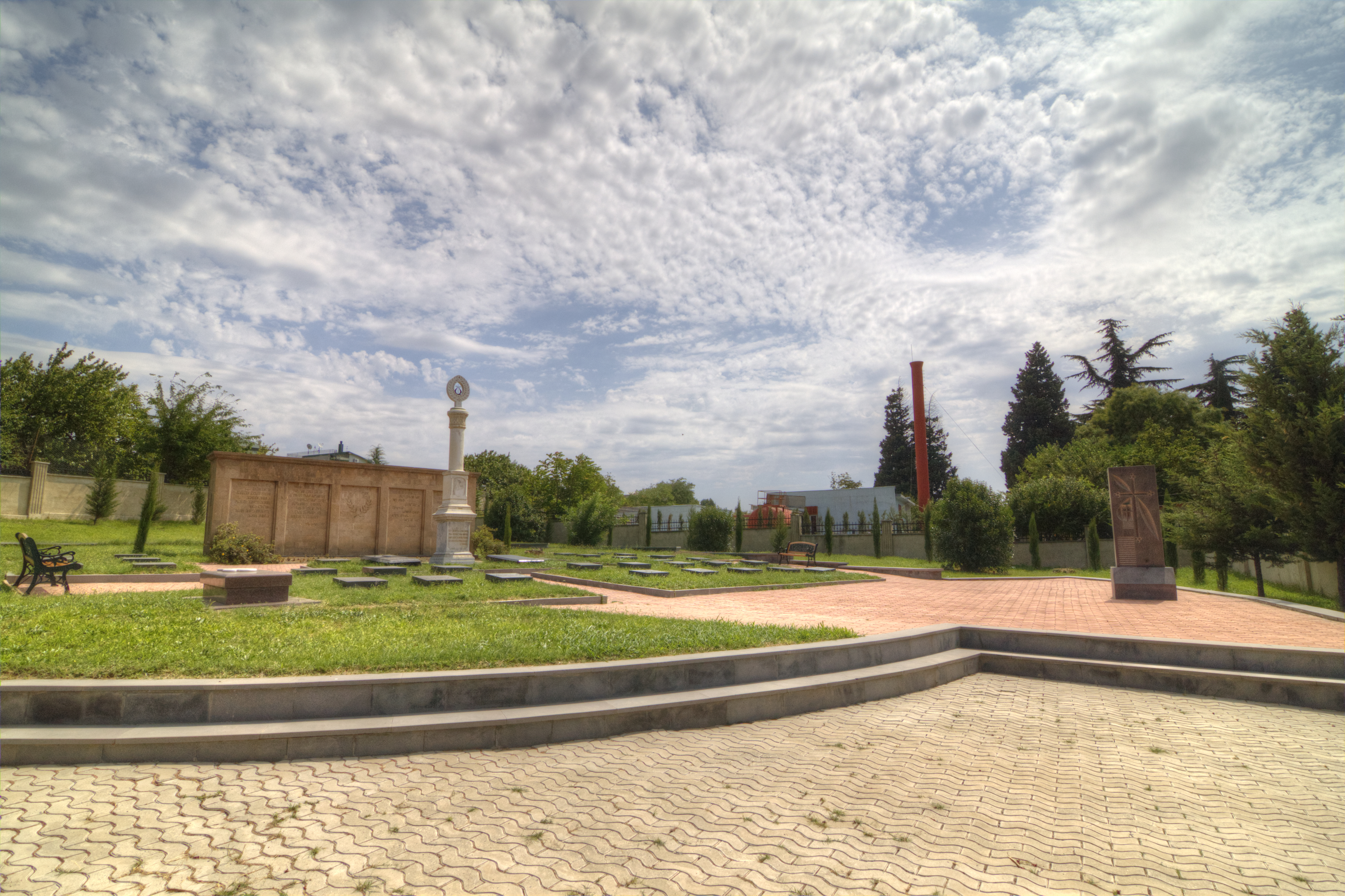
Le Panthéon Khojivank de Tbilissi.

Quand Rostom arrive au pouvoir en 1633, l'Ordre catholique des Théatins opère une large mission à Gori. Pietro Avitabile, préfet de la mission depuis 1628, parle de Rostom dans ses lettres au pape Urbain VIII comme un dirigeant tolérant qui ne montre aucune hostilité contre les catholiques et qui participe même à une messe catholique à Gori peu de temps après son ascension. Toutefois, la domination politique des musulmans inquiète les Théatins et durant les négociations entre Rostom et la Mingrélie avant son mariage avec Mariam Dadiani, les catholiques quittent Gori et établissent des nouvelles missions en Géorgie occidentale, considérée comme plus acceptante envers l'Église catholique,. Cela ne met pas un terme aux relations de Rostom avec l'Ordre et durant son règne, 27 jeunes Géorgiens sont envoyés à Rome pour y étudier dans le cadre d'un programme créé par le Saint-Siège.
Avec une grande partie de l'Arménie au sein du royaume de Karthli, Rostom entretient aussi de proches relations avec l'Église apostolique arménienne. Il offre le village de Nakhidouri, en Arménie géorgienne, au Saint-Siège d'Etchmiadzin et fait construire le Panthéon Khojivank de Tbilissi en l'honneur de son trésorier Aslan Meliq-Bebout. Des années après la mort de Rostom, en 1667, le catholicos arménien Jacob IV de Djoulfa parle du roi défunt comme l'un des plus grands mécènes de l'Église arménienne.

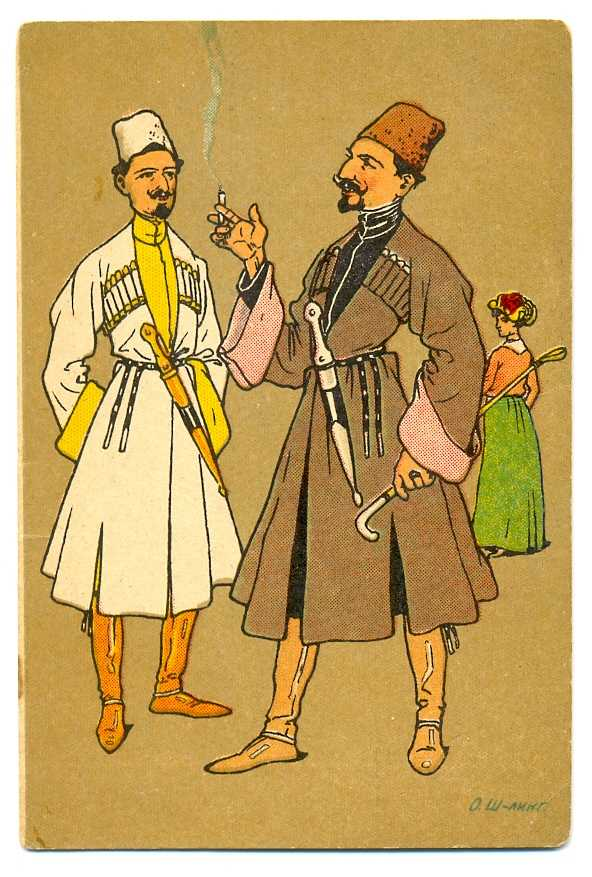
Kintos.

Malgré la large influence des conservateurs chrétiens et islamiques à Tiflis, le règne de Rostom coïncide avec l'apparition de la communauté des Kintos, un groupe d'artistes et marchands homosexuels qui opèrent probablement sous la protection du roi.

## Économie sous Rostom
Rostom hérite d'une économie détruite par des décennies de guerres, de chaos et d'invasions durant lesquelles la base agricole de la Karthli disparaît et les terres arables sont remplacées par de grandes forêts. La paix relative de son règne est accompagnée de nombreuses réformes économiques et de reconstruction pour retourner au statut ante bellum de la Karthli. Il fait ainsi construire de nombreux ponts, des routes pour connecter la capitale aux régions et des caravansérails et bazars pour encourager l'arrivée des marchands étrangers. Rostom utilise son statut comme darugha d'Ispahan pour encourager un commerce prospère entre Tiflis et la Perse et en 1639, il organise une réforme profonde pour combattre la corruption douanière et abolir l'imposition sur les marchands géorgiens. Rostom fait également reconstruire de nombreuses villes détruites et vidées par le chaos qui le précède, notamment Gori, qu'il traite comme une seconde capitale.
Sous Rostom, l'agriculture retrouve son ancienne puissance et l'économie développe des secteurs artisanaux et marchands. Avec le retour de la paix, de nombreuses familles réfugiées en campagne retournent dans les villes et la population de Tiflis grandit jusqu'à 20 000 habitants à la fin du règne de Rostom. Dans le nord de la Karthli, des tribus ossètes utilisent la nouvelle stabilité pour fonder des colonies. La prospérité de son règne marque le début d'une stabilité et renaissance économique de la Géorgie orientale qui perdure jusqu'aux années 1720 et représente un contraste saisissant avec l'effondrement de l'économie en Géorgie occidentale. Cette prospérité n'existe toutefois qu'en Karthli sous Rostom ; la Kakhétie devant faire face à des guerres dévastatrices jusqu'en 1648, suivies par l'arrivée de tribus daghestanaises dans le nord du royaume, qui ravagent la région malgré les efforts diplomatiques de Rostom,. Sous son règne, la chasse devient un sport de loisir non seulement pour la famille royale, mais aussi pour la petite noblesse.

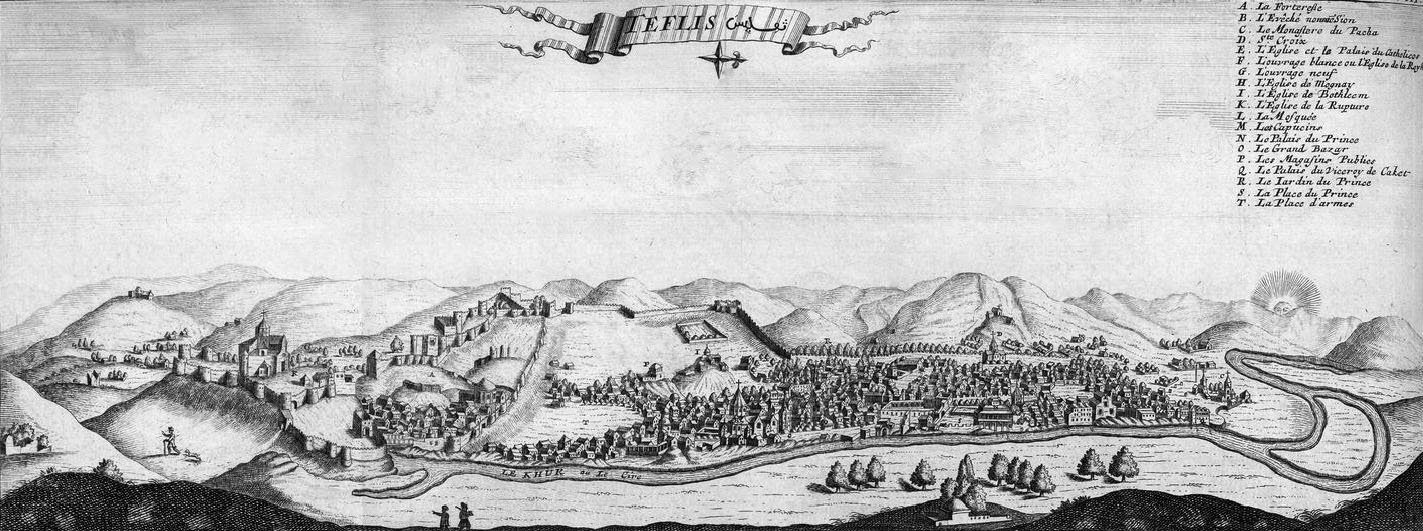
Tbilissi après la mort de Rostom. Sketch de Jean Chardin.

Les Chroniques géorgiennes offrent une image plus sombre de la situation socio-économique sous le règne de Rostom. Selon le récit rédigé un siècle après sa mort, la capture annuelle d'esclaves parmi la jeunesse géorgienne par les autorités persanes autorise la création d'un marché noir d'esclaves, les nobles achetant des orphelins et des veuves pour remplacer les membres de leurs familles capturés. En 1652, quand l'envoyé russe Arsène Soukhanov rencontre le catholicos Christophe II, ce dernier est surpris quand il apprend que le tsar russe n'a pas d'intérêt dans la capture d'esclaves géorgiens dans le cas où Rostom accepterait la suzeraineté russe. Dans les années 1640, les conflits frontaliers entre les grands duchés du nord de la Karthli (Aragvi, Ksani et Samilakharo) ravagent les vallées anciennement prospères de la région. De plus, la vieillesse du roi mène la petite noblesse à se disputer pour le contrôle des domaines royaux. Selon les Chroniques, cette situation engendre une montée considérable de la criminalité.
Rostom Khan autorise la classe des aznaouris (petits nobles) à mettre fin aux droits fonciers des paysans, marquant un retour vers la servitude médiévale, ce que l'historiographie soviétique décrit comme la création d'une classe d'« esclaves de la terre ».
La classe marchande de Tiflis et de Gori devient la fondation du soutien populaire envers Rostom, un fait qui peut être expliqué dans la prominence de la communauté arménienne parmi les marchands de ces villes et la position généralement pro-persane de celle-ci. L'historien Nikoloz Berdzenichvili note que c'est justement cette classe de marchands arméniens qui finance les nombreuses guerres de Rostom. En échange, le roi leur offre un certain degré d'autonomie en créant un système de gouvernement local pour les Arméniens.

## Hommages

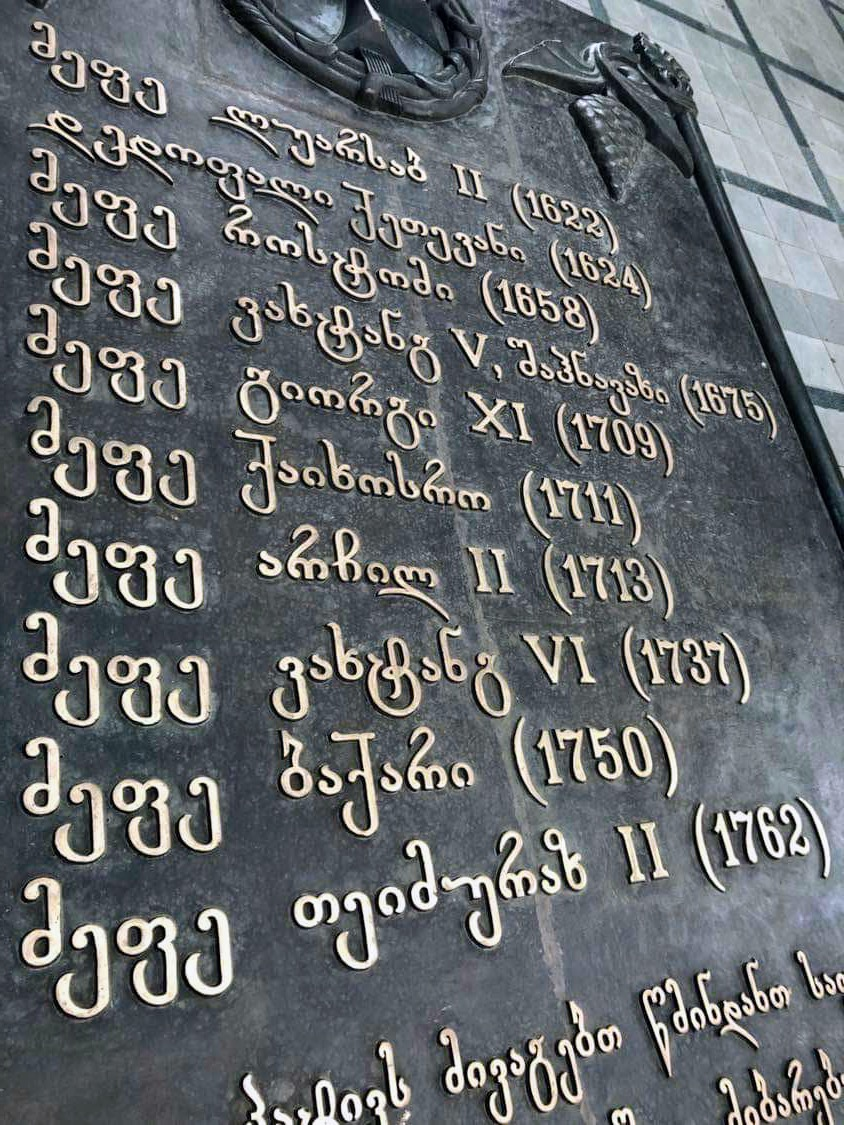
Rostom est commémoré dans la Chronique de Géorgie en tant que roi géorgien inhumé hors des frontières du pays.

Rostom Khan laisse un héritage complexe au sein de l'historiographie géorgienne, comme le décrit l'historien Gotcha Saïtidze qui parle de lui comme l'une des personnes « les plus intéressantes de l'histoire géorgienne ». Il est reconnu pour sa tolérance et sa stratégie diplomatique qui ont aidé la Géorgie à se développer après une longue période sombre de son histoire. Ses contemporains, malgré les nombreuses révoltes qui marquent la première partie de son règne, voient en lui un homme qui respecte la culture géorgienne malgré son éducation en Perse. David Marshall Lang mentionne Rostom comme l'un des rares monarques géorgiens qui préfère la diplomatie et la stabilité à l'« ardeur galante mais douloureuse » de ses prédécesseurs.
Nodar Assatiani décrit Rostom comme « intelligent, astucieux et fort, mais aussi méchant et intrigant ». Nikoloz Berdzenichvili adopte une position largement opposée à l'héritage de Rostom, le nommant un « renégat » et un « traître » et l'accusant d'avoir perdu l'indépendance de la Géorgie pour le confort de la largesse financière persane. De nombreux historiens voient en Rostom, non pas un roi géorgien, mais un simple gouverneur persan qui suit les édits d'Ispahan. 

Une autre version considère dans le combat entre Rostom et Teïmouraz non pas une bataille entre nationalisme et Perse, mais plutôt entre deux versions de « Géorgianité » suivant deux principes différents. Roïn Metreveli écrit ainsi que : 
« Rostom a été victorieux précisément en ce qu'il n'a pas déclaré une guerre impossible à gagner contre la Géorgianité. Le règne de Rostom n'a pas interféré avec la configuration sociétale et économique géorgienne. »
Le voyageur français Jean Chardin, qui visite la Géorgie quelques années après la mort de Rostom, mentionne le roi comme celui qui « rétablit la paix et l'ordre grâce à une gouvernance par la clémence et la justice ». Pharsadan Gorguidjanidzé, élevé à la cour de Rostom et le principal conseiller diplomatique du roi, lui dédie une grande Histoire de la Géorgie en 1695. Rostom est commémoré dans la Chronique de Géorgie, un monument érigé à Tbilissi en 1985 par le sculpteur soviétique Zourab Tsereteli, en tant que roi géorgien inhumé hors des frontières du pays.

## Annexe